# Personaggi illustri sepolti nel Cimitero del Verano
Di seguito una lista di personaggi famosi che sono tumulati o sepolti, o lo sono stati, nel cimitero monumentale del Verano di Roma, con indicazione, ove disponibile, della relativa collocazione del monumento funebre.

## A

Il monumento funebre di Giorgio Asproni

- Danilo Abbruciati (1944 - 1982), mafioso e membro della banda della Magliana. Collocazione: Nuovo reparto, riquadro 66, cappella 11, secondo piano, fila 2, loculo n. 1
- Filoteo Alberini (1867 - 1937), regista, pioniere del cinematografo. Collocazione: Altopiano Pincetto: galleria B, fila 6 esterno, sepolcro 79
- Sibilla Aleramo (1876 - 1960), scrittrice e poetessa. Collocazione: Nuovo reparto, riquadro 61
- Alessandro Alessandroni (1925 - 2017), compositore, direttore d'orchestra, arrangiatore e polistrumentista. Collocazione: Quadriportico, riquadro 2, tomba a terra n. 5
- Ines Alfani Tellini (1896 - 1985),  soprano e regista. Collocazione: Zona ampliamento, scaglione Q, cappella IV, loculo 1, fila V
- Mario Alicata (1918 - 1966), partigiano, critico letterario e politico. Collocazione: Famedio del PCI, nuovo reparto, riquadro 8 distinti
- Giorgio Almirante (1914 - 1988), politico. Collocazione: Zona ampliamento, riquadro 132, tomba a terra n. 42
- Assunta Almirante (1921 - 2022), moglie di Giorgio. Collocazione: Zona ampliamento, riquadro 132, tomba a terra n. 42
- Italia Almirante Manzini (1890 - 1941), attrice. Collocazione: ?
- Lodovico Altieri (1805 - 1867), cardinale. Collocazione: Sacello della Confraternita del Sacro Cuore in San Teodoro; corpo traslato nel 1868 nella cattedrale di San Pancrazio di Albano Laziale[2]
- Argentina Altobelli (1866 - 1942), politica e sindacalista. Collocazione: ?
- Edoardo Amaldi  (1908 - 1989), fisico e accademico. Collocazione: Nuovo reparto, riquadro 67, piano uno, passaggio uno, fila uno, loculo n. 23
- Giuseppe Amato (1899 - 1964), produttore cinematografico, attore, sceneggiatore e regista. Collocazione: Monte Portonaccio, ingresso Portonaccio subito a destra cappella V
- Antonio Amendola (1916 - 1953), politico. Collocazione: Ex Evangelici, riquadro 92, tomba n. 26
- Ferruccio Amendola (1930 - 2001), attore, doppiatore e direttore del doppiaggio. Collocazione: Bassopiano Pincetto, scaglione Tiburtino, fila XI, loculo A, sotto gallerie 10/11
- Giorgio Amendola (1907 - 1980), politico e partigiano. Collocazione: Ex Evangelici, riquadro 92, tomba n. 26
- Mario Amendola (1910 - 1993), commediografo, sceneggiatore e regista. Collocazione: Bassopiano Pincetto, scaglione Tiburtino, fila XI, loculo A, sotto gallerie 10/11
- Pietro Amendola (1918 - 2007), politico e giornalista. Collocazione: Ex Evangelici, riquadro 92, tomba n. 26
- Alvaro Amici (1936 - 2003), cantautore, stornellatore e attore. Collocazione: Nuovo reparto, riquadro 71, terzo piano, cappella Q, fila 3, loculo n. 3
- Andrea Amici (1870 - 1928), medico e archiatra pontificio. Collocazione: Cappella Sacconi
- Sergio Amidei (1904 - 1981), sceneggiatore e produttore cinematografico. Collocazione: Altipiano Pincetto, riquadro 45
- Sante Ancherani (1882 - 1971), calciatore e allenatore. Collocazione: Altopiano Pincetto, riquadro 53, tomba n. 4
- Giulio Andreotti (1919 - 2013), politico e costituente. Collocazione: Arciconfraternita 2, riquadro 149, tomba n. 35
- Ruggero Luigi Emidio Antici Mattei (1811 - 1883), cardinale. Collocazione: ?
- Giulio Antamoro (1877 - 1945), regista. Collocazione: Pincetto vecchio, sottozona ex vigna cappuccini, riquadro 33, tomba a terra n. 11
- Giacomo Antonelli (1806 - 1876), cardinale. Collocazione: Pincetto nuovo, al centro
- Custódio Alvim Pereira (1915 - 2016), arcivescovo. Collocazione: Sacello del Pontificio collegio portoghese
- Ubaldo Arata (1895 - 1947), direttore della fotografia. Collocazione: Vecchio reparto, riquadro 13, loculo speciale esterno n. 5, fila II, gruppo 2, piano superiore
- Salvatore Argento (1914 - 1987), produttore cinematografico. Collocazione: Nuovo reparto, riquadro 117, tomba n. 40
- Alberto Asor Rosa (1933 - 2022), critico letterario, storico della letteratura, saggista e politico. Collocazione: Vecchio reparto, riquadro 9, tomba a terra n. 37
- Giorgio Asproni (1808 - 1876), politico. Collocazione: Quadriportico, lato destro esterno, vicino al viale principale
- Enzo Assenza (1915 - 1981), scultore, pittore e ceramista. Collocazione:?
- Walter Audisio (1909 - 1973), partigiano e politico. Collocazione: Zona ampliamento, riquadro 142, cappella F, fila 3, loculo n. 7
- Diego Avarelli (1867 - 1939), magistrato. Collocazione:?
- Giuseppe Avezzana (1797 - 1879), militare e politico. Collocazione: Pincetto nuovo, a ridosso del riquadro 54

## B
- Guido Baccelli (1830 - 1916), medico e uomo politico. Collocazione: Altopiano, riquadro 47
- Stefano Bakalovich (1857 - 1947), pittore. Collocazione: Salita a serpa, tomba a nome "Aloisi"
- Ennio Balbo (1922 - 1989), attore. Collocazione: Zona ampliamento, gruppo 1 monumentale, cappella 34, piano uno, fila 1, loculo n. 2
- Antonio Baldini (1889 - 1962), scrittore e giornalista. Collocazione: Ex Civili, riquadro 20, tomba n. 5
- Gabriele Baldini (1919 - 1969), critico letterario e saggista. Collocazione: Ex Civili, riquadro 20, tomba n. 5
- Giacomo Balla (1871 - 1958), pittore e scultore. Collocazione: Bassopiano Pincetto, riquadro 139
- Fortunato Ballerini (1852 - 1940), Presidente della S.S.Lazio. Collocazione: Vecchio reparto, riquadro 10
- Romolo Balzani (1892 - 1962), cantautore e attore. Collocazione: Zona ampliamento, riquadro 118, piano terra, cappella n. 5, fila I, loculo n. 5
- Alfredo Bambi (1878 - 1957), attore teatrale e drammaturgo. Collocazione: Scogliera del Pincetto vecchio, rango II, loculo n. 28
- Gianfranco Barra (1940 - 2025), attore e caratterista. Collocazione: Nuovo reparto, riquadro 69, primo piano, passaggio I, fila II, loculo adulti interno n. 21
- Andrea Barbato (1934 - 1996), giornalista e politico. Collocazione: Riquadro 170, sul largo viale, a destra sotto il portico dopo il primo blocco e la scalinata di destra sino alla fontana tonda e sotto il portico a sinistra
- Aldo Barberito (1925 - 1985), attore e doppiatore. Collocazione: Nuovo reparto, riquadro 47, cappella F, piano terra, fila 1, loculo n. 9
- Battista Bardanzellu (1885 - 1956), avvocato, giurista e politico. Collocazione: Ex Evangelici, riquadro 92, arca fronte, riquadro 90 bis
- Emma Baron (1904 - 1986), attrice. Collocazione: Vecchio reparto, riquadro 14, gruppo 1º esterno, fila 3, loculo n. 67
- Giulio Battiferri (1893 - 1973), attore. Collocazione: Monte Portonaccio, gruppo 14 bis, primo passo, fila 2, loculo n. 76
- Karl Becker (1928 - 2015), cardinale e teologo. Collocazione: Sacello dei Gesuiti
- Adele Bei (1904 - 1976), politica e sindacalista. Collocazione: Zona ampliamento, fronte scaglione, fila 97, n. 30
- Giuseppe Gioachino Belli (1791 - 1863), poeta. Collocazione: Altopiano Pincetto, riquadro 49
- Eugenio Beltrami (1835 - 1900), matematico italiano. Collocazione: ?
- Giovanni Maria Benzoni (1809 - 1873), scultore. Collocazione: Quadriportico, arcata 15
- Andrea Berardi (1907 - 1984), giurista. Collocazione: ?
- Giuseppina Berettoni (1875 - 1927), mistica. Collocazione: Pincetto vecchio
- Clelia Bernacchi (1910 - 2006), attrice e doppiatrice. Collocazione: Nuovo reparto, riquadro 57, piano uno, lato destro, fila 1, loculo esterno n. 52
- Fulvio Bernardini (1905 - 1984), calciatore, allenatore di calcio e dirigente sportivo. Collocazione: Vecchio reparto, riquadro 33, tomba a terra n. 175
- Ughetto Bertucci (1907 - 1966), attore. Collocazione: Zona ampliamento, riquadro 137/138, tomba a terra n. 42, fila 99
- Mario Besesti (1894 - 1968), attore e doppiatore. Collocazione: Zona ampliamento, riquadro 119, piano uno, cappella n. 2, fila 5, loculo n. 22
- Regina Bianchi (1921 - 2013), attrice. Collocazione: Vecchio reparto, riquadro 13, gruppo 4, sezione 2 , fila 2, loculo n. 12
- Pietro Bigerna (1915 - 1991), attore e direttore di produzione. Collocazione: Arciconfraternita III, gradone 2, fila 2, loculo esterno n. 33
- Franco Bigonzetti (1958 - 1978), vittima della strage di Acca Larenzia. Collocazione: Nuovo reparto, riquadro 85, piano terra, cappella n. 1, fila 2, loculo n. 16
- Umberto Bindi (1932 - 2002), cantautore. Collocazione: Traslato dopo 4 mesi nel cimitero di Bogliasco
- Leonida Bissolati (1857 - 1920), politico. Collocazione: Piazzale Circolare, riquadro 9
- Cesare Andrea Bixio (1896 - 1978), compositore. Collocazione: Zona ampliamento, riquadro 125
- Carlo Bixio (1941 - 2011), produttore televisivo. Collocazione: Zona ampliamento, riquadro 125
- Alessandro Blasetti (1900 - 1987), sceneggiatore e regista. Collocazione: Vecchio reparto, riquadro 16, tomba n. 107
- Franco Bolignari (1929 - 2020), cantante. Collocazione: Pincetto nuovo, riquadro 9
- Giuseppina Bollani (1898 - 1961), moglie di Giuseppe Saragat, presidente della Repubblica Italiana. Collocazione: Zona ampliamento, riquadro 147, cappella n. 8
- Roberto Bompiani (1821 - 1908), pittore e scultore. Collocazione: ?
- Ernesto Bonaiuti (1881 - 1946), presbitero, storico, antifascista, teologo e accademico. Collocazione: ?
- Giulio Bonnard (1885 - 1972), compositore. Collocazione: Bassopiano Pincetto, area IX, settore 136, tomba n. 25
- Mario Bonnard (1889 - 1965), regista e attore. Collocazione: Bassopiano Pincetto, area IX, settore 136, tomba n. 25
- Nino Bonanni (1905 - 1975), attore e doppiatore. Collocazione: Arciconfraternita III, loculo adulti esterno, gradone uno, fila 1, loculo n. 37
- Giuseppe Bonavolontà (1886 - 1957), musicista e compositore. Collocazione: Vecchio reparto, riquadro 35, tomba n. 23
- Massimo Bontempelli (1878 - 1960), scrittore. Collocazione: Zona ampliamento, riquadro 144, tomba n. 71
- Nicola Bonservizi (1890 - 1924), giornalista. Collocazione: Cappella degli Eroi
- Massimo Bordin (1951 - 2019), giornalista e conduttore radiofonico. Collocazione: Nuovo reparto, riquadro 69, terrazzo perimetrale esterno, ultimo piano, loculo adulti, fila 1, n. 323
- Arnaldo Boscolo (1885 - 1963), commediografo. Collocazione: Nuovo reparto, riquadro 68, primo piano, passaggio 14, fila 3, loculo n. 12
- Arturo Bragaglia (1893 - 1962), attore. Collocazione: Nuovo reparto, riquadro 47, piano terra, passaggio uno, fila 2, loculo n. 4
- Anton Giulio Bragaglia (1890 - 1960), regista e critico cinematografico. Collocazione: Altipiano Pincetto, fronte Borgognoni, riquadro 153
- Carlo Ludovico Bragaglia (1894 - 1998), regista e sceneggiatore. Collocazione: Altipiano Pincetto, fronte riquadro 153
- Mario Brega (1923 - 1994), attore. Collocazione: Nuovo reparto, gruppo 15, riquadro 58, fronte cappella Cantusci Paradisi
- Willy Brezza (1935 - 1996), compositore, pianista e direttore d’orchestra. Collocazione: Vecchio reparto, zona ossari, riquadro 31
- Guido Brignone (1886 - 1959), regista, sceneggiatore e attore. Collocazione: Vecchio reparto, riquadro 15, sezione 4, fila 3, loculo n. 12
- Lilla Brignone (1913 - 1984), attrice. Collocazione: Vecchio reparto, riquadro 15, sezione 4, fila 3, loculo n. 12
- Anchise Brizzi (1887 - 1964), direttore della fotografia. Collocazione: Zona ampliamento, riquadro 119, cappella n. 1, piano terra, fila 2, loculo n. 28
- Nando Bruno (1895 - 1962), attore. Collocazione: Vecchio reparto, gruppo 7, riquadro 20, loculo adulti esterno n. 8, fila 1
- Paolo Bufalini (1915 - 2001), politico e partigiano. Collocazione: Mausoleo del PCI, nuovo reparto, riquadro 8 dis
- Ernesto Buonaiuti (1881 - 1946), presbitero e teologo. Collocazione: ?
- Petras Pranciskus Būčys (1872 - 1951), vescovo e già superiore della Congregazione dei chierici mariani. Collocazione ?
- John Bulaitis (1933 - 2010), arcivescovo e nunzio apostolico. Collocazione: Area XIX (vecchio reparto), settore 38, sacello del Pontificio collegio lituano
- Bruno Buozzi (1881 - 1944), sindacalista e politico. Collocazione: Vecchio reparto, riquadro 5 (famedio)
- Teodoro Buontempo (1946 - 2013), politico. Collocazione: Nuovo reparto, riquadro 85, piano terra, cappella II, fila 3, loculo n. 2

## C
- Alberto Cadlolo (1899 - 1918), militare eroe prima guerra mondiale. Collocazione: Ingresso monumentale, lato sinistro, riquadro 1
- Ottavio Cagiano de Azevedo (1845 - 1927), cardinale. Collocazione: Tomba dell'Ordine dei Servi di Maria
- Rosetta Calavetta (1914 - 1993), attrice e doppiatrice. Collocazione: Ex Civili, scaglione Tiburtino, loculo speciale esterno 1, fila I
- Nicola Calipari (1953 - 2005), agente segreto. Collocazione: Nuovo reparto, riquadro 110, cappella n. 16
- Filippo Camassei (1848 - 1921), cardinale e patriarca. Collocazione: Sacello di Propaganda Fide
- Pietro Camporese il Giovane (1792 - 1873), architetto. Collocazione: Pincetto vecchio, muro di cinta
- Anna Càmpori (1917 - 2018), attrice. Collocazione: Zona ampliamento, riquadro 147, tomba a terra n. 46
- Francesco Cannas (1847 - 1909), magistrato. Collocazione ?
- Pietro Canonica (1869 - 1959), scultore. Collocazione ?
- Sor Capanna (1865 - 1921), cantastorie, attore di strada e stornellatore. Collocazione: Monte Portonaccio, gruppo X, fila 6, loculo n. 102
- Luigi Capello (1859 - 1941), generale militare. Collocazione: Scaglione I (di fronte al riquadro 80, a sinistra dell'ingresso del gattile), fila 1, loculo adulti esterno n. 69
- Giorgio Capitani (1927 - 2017), regista, sceneggiatore e attore. Collocazione: Vecchio reparto, scogliera del Monte, rango 4, fila 1, loculo n. 132
- Giuseppe Capogrossi (1900 - 1972), pittore. Collocazione: ?
- Lucilla Caporilli Ferro (1965 - 2013), pittrice. Collocazione: Bassopiano Pincetto, riquadro 139[3]
- Giovanni Battista Casali del Drago (1838 - 1908), cardinale. Collocazione: sacello Casali del Drago
- Flora Carabella (1926 - 1999), attrice. Collocazione: Zona ampliamento, gruppo 1º monumentale, tomba a terra n. 71
- Enzo Carella (1952 - 2017), cantante. Collocazione: Ex Evangelici, riquadro 90, tomba n. 33
- Emma Carelli (1877 - 1928), soprano. Collocazione: Vecchio reparto, riquadro 16, tomba n. 32
- Mario Carli (1888 - 1935), scrittore, giornalista, poeta e fondatore dell'Associazione fra gli Arditi d'Italia, Ardito della grande guerra, fiumano, fascista. Collocazione: ?
- Giorgio Carpi (1909 - 1998), dirigente sportivo, allenatore di calcio e calciatore. Collocazione: Vecchio reparto, riquadro 27, tomba a terra n. 25
- Armando Casalini (1883 - 1924), politico. Collocazione: Vecchio reparto, riquadro 7
- Vittorio Casamonica (1950 - 2015), criminale e boss mafioso. Collocazione: Nuovo reparto, riquadro 8 dis
- Alfredo Casella (1883 - 1947), musicista. Collocazione: Vecchio reparto, famedio, riquadro 5
- Alessandro Castellani (1823 - 1883), orafo e antiquario. Collocazione: Quadriportico, lato destro, arcata 19
- Alfredo Castellani (1856 - 1930), orafo e restauratore. Collocazione: Pincetto vecchio n. 49, Fila 97
- Augusto Castellani (1829 - 1914), orafo e collezionista. Collocazione: Pincetto vecchio n. 49, fila 97
- Franco Castellano (1925 - 1999), regista e sceneggiatore. Collocazione: Nuovo reparto, riquadro 73, cappella M, piano 3, fila 1, loculo n. 2
- Olimpia Cavalli (1930 - 2012), attrice. Collocazione: Vecchio reparto, riquadro 35
- Lina Cavalieri (1875 - 1944), cantante e attrice. Collocazione: Nuovo reparto, riquadro 167, n. 150, fila 97
- Prospero Caterini (1795 - 1881), cardinale. Collocazione: Cappella dell'Arciconfraternita del Preziosissimo Sangue
- Beniamino Cavicchioni (1836 - 1911), cardinale e arcivescovo. Collocazione: Sacello di Propaganda Fide
- Emilio Cecchi (1884 - 1966), critico letterario e d'arte. Collocazione: Ex Civili, riquadro 19, tomba n. 9
- Ennio Cerlesi (1901 - 1951), attore, regista, doppiatore e drammaturgo. Collocazione: Vecchio reparto, riquadro 14, gruppo 1º esterno, fila 3, loculo n. 67
- Carlo Alberto Chiesa (1922 - 1960), regista, montatore e sceneggiatore. Collocazione: Zona ampliamento, riquadro 142
- Giorgio Walter Chili (1918 - 1961), regista e sceneggiatore. Collocazione: Nuovo reparto, riquadro 47, piano due, cappella B, fila 3, loculo n. 8
- Omero Ciai (1923 - 1945), partigiano. Collocazione: ?
- Renato Cialente (1897 - 1943), attore e doppiatore. Collocazione: Nuovo reparto, riquadro 88, nuova costruzione, fila 2, loculo esterno n. 12
- Mario Luigi Ciappi (1909 - 1996), cardinale. Collocazione: Sacello dei domenicani
- Emilio Cigoli (1909 - 1980), attore e doppiatore. Collocazione: Rampa Caracciolo, gruppo B destra, fila 2, loculo n. 112
- Luigi Cimara (1891 - 1962), attore. Collocazione: ?
- Giovanni Cimara (1889 - 1970), attore. Collocazione: ?
- Aldo Ciorba (1933 - 2011), fonico e rumorista. Collocazione: Nuovo reparto, riquadro 57, ultimo piano, gruppo A destra, fila 3, loculo n. 22
- Sandro Ciotti (1928 - 2003), giornalista e telecronista sportivo. Collocazione: Altopiano Pincetto, mura perimetrali, lato viale della Marina, fronte riquadro 53, fila IV, tomba a muro 61
- Stelvio Cipriani (1937 - 2018), musicista. Collocazione: Nuovo reparto, riquadro 71, ultimo piano esterno, fila 1, loculo n. 246
- Osvaldo Civirani (1917 - 2008), produttore cinematografico, regista e fotografo. Collocazione: Nuovo reparto, riquadro 47, piano terra, passaggio 2, fila uno, loculo n. 13
- Iginio Coffari (1874 - 1960), prefetto e politico. Collocazione: Evangelici, riquadro 89, cappella n. 3
- Arturo Colautti (1851 - 1914), giornalista e scrittore. Collocazione: ?
- Arturo Colombi (1900 - 1983), politico e partigiano. Collocazione: Famedio del PCI, nuovo reparto
- Carlo Colombo (1869 - 1918), medico ed educatore italiano, fondatore del CNGEI
- Lucio Colletti (1924 - 2001), filosofo e politico. Collocazione: Nuovo reparto, fila 2, numero 14, piano terra, cappella n. 1, riquadro 66
- Domenico Consolini (1806 - 1884), cardinale. Le spoglie sono state poi traslate a Senigallia
- Giovanni Conti (1882 -1957), vice presidente della costituente e resistente. Collocazione: ?
- Franco Coop (1891 -1962), Attore e doppiatore. Collocazione: Nuovo reparto, riquadro 47, piano 2, cappella C, fila 3, loculo n. 13
- Giovanni Coppa (1925 - 2016), cardinale e arcivescovo. Collocazione: Cappella del Capitolo Vaticano, area VII (rampa Caracciolo), settore 38-38 bis
- Sergio Corazzini (1886 - 1907), poeta. Collocazione: All'interno del colombario presso il gruppo 8, colonna 25, seconda fila
- Chiara Corbella Petrillo (1984 - 2012), serva di Dio e madre di famiglia. Collocazione: Pincetto nuovo, riquadro 99, cappella dell'Arciconfraternita del SS. Cuore di Gesù, Area VI (Pincetto nuovo), settore 99
- Sergio Corbucci (1926 - 1990), regista e sceneggiatore. Collocazione: Zona ampliamento, riquadro 133, tomba a terra n. 92
- Bruno Corbucci (1931 - 1996), regista e sceneggiatore. Collocazione: Zona ampliamento, riquadro 133, tomba a terra n. 92
- Giovanni Corbyons (1900 - 1970), allenatore e calciatore. Collocazione: Nuovo reparto, riquadro 81, ultimo piano, ordine 3, fila 4, loculo n. 12
- Bruno Cornacchiola (1913 - 2001), veggente. Collocazione: Nuovo reparto, riquadro 49, tomba a terra (numero mancante, tomba SACRI - Schiere Arditi di Cristo Re Immortale)
- Mario Corte (1878 - 1967), attore, regista e doppiatore. Collocazione: Nuovo reparto, riquadro 80, ordine 3, fila 4, loculo n. 81
- Enrico Cosenz (1820 - 1898), militare e politico. Collocazione: Quadriportico, lato destro, arcata d'angolo
- Armando Cossutta (1926 - 2015), politico e partigiano. Collocazione: Famedio del PCI, nuovo reparto
- Giovanni Nino Costa (1826 - 1903), pittore. Collocazione: Altopiano Pincetto, riquadro 30
- Giorgio Costantini (1911 - 1997), attore e sceneggiatore. Collocazione: Quadriportico, riquadro 4, tomba n. 94
- Giuseppe Aurelio Costanzo (1843 - 1913), letterato. Collocazione: Piazzale circolare, riquadro 3
- Maurizio Costanzo (1938 - 2023), giornalista, conduttore televisivo e radiofonico, accademico, scrittore e sceneggiatore. Collocazione: Nuovo Reparto, riquadro 110, cappella n.19
- Georges Cottier (1922 - 2016), cardinale, arcivescovo e teologo. Collocazione: Sacello dei domenicani
- Vittorio Cramer (1907 - 1974), conduttore radiofonico e doppiatore. Collocazione: Nuovo reparto, riquadro 65, gruppo 29, piano superiore, zona ossari e cinerari, fila 1, loculo ossario esterno n. 9
- Serafino Cretoni (1833 - 1909), cardinale e arcivescovo. Collocazione: Sacello di Propaganda Fide
- Traian Crișan (1918 - 1990), arcivescovo. Collocazione: Cappella del Pontificio collegio Pio Romeno
- Olinto Cristina (1888 - 1962), attore e doppiatore. Collocazione: Nuovo reparto, riquadro 47, cappella F, piano secondo, fila uno, loculo n. 17
- Vasile Cristea (1906 - 2000), vescovo. Collocazione: Cappella del Pontificio collegio Pio Romeno

## D
- Oscar D'Agostino (1901 - 1975), chimico. Collocazione: Nuovo reparto, riquadro 60, piano terra inferiore, cappella C, fila 1, loculo n. 1
- Nicolò d'Alfonso (1853 - 1933), filosofo, pedagogista e medico. Collocazione?
- Federico Umberto D’Amato (1919 - 1996), agente segreto. Collocazione: ?
- Silvio D'Amico (1887 - 1955), critico teatrale e docente. Collocazione: Quadriportico, braccio destro
- Fedele D'Amico (1912 - 1990), musicologo, critico musicale e critico teatrale. Collocazione: Quadriportico, braccio destro
- Diletta D’Andrea (1942 - 2024), attrice. Collocazione: Quadriportico, lato destro esterno, viale Carri, tomba a terra n. 19
- Elio De Angelis (1958 - 1986), pilota automobilistico. Collocazione: Altopiano Pincetto, riquadro 38, tomba n. 10
- Gioacchino De Angelis d'Ossat (1865 - 1957), geologo e paleontologo. Collocazione: riquadro 60, portico C
- Rocco D’Assunta (1904 - 1970), attore. Collocazione: Nuovo reparto, riquadro 67, piano 1, passaggio 2, fila 4, loculo n. 28
- Lya De Barberiis (1919 - 2013), pianista. Collocazione: Nuovo reparto, riquadro 47, piano uno, cappella A, fila 1, loculo n. 14
- Adolfo De Carolis (1874 - 1928), pittore. Ora sepolto a Montefiore dell'Aso
- Corrado De Cenzo (1897 - 1942), attore. Collocazione: Vecchio reparto, riquadro 14, gruppo 2, sezione 2, fila 2, loculo n. 16
- Andrea De Cesaris (1959 - 2014), pilota automobilistico. Collocazione: Altopiano vecchio reparto, riquadro 23, tomba a terra n. 172
- Ennio De Concini (1923 - 2008), sceneggiatore e regista italiano. Collocazione: Nuovo reparto, ingresso Portonaccio, gruppo 13, tomba n. 5
- Oliviero De Fabritiis (1902 - 1982), direttore d'orchestra. Collocazione: ?
- Eduardo De Filippo (1900 - 1984), drammaturgo, attore, regista, sceneggiatore e poeta. Collocazione: Evangelici, riquadro 98, cappella n. 2

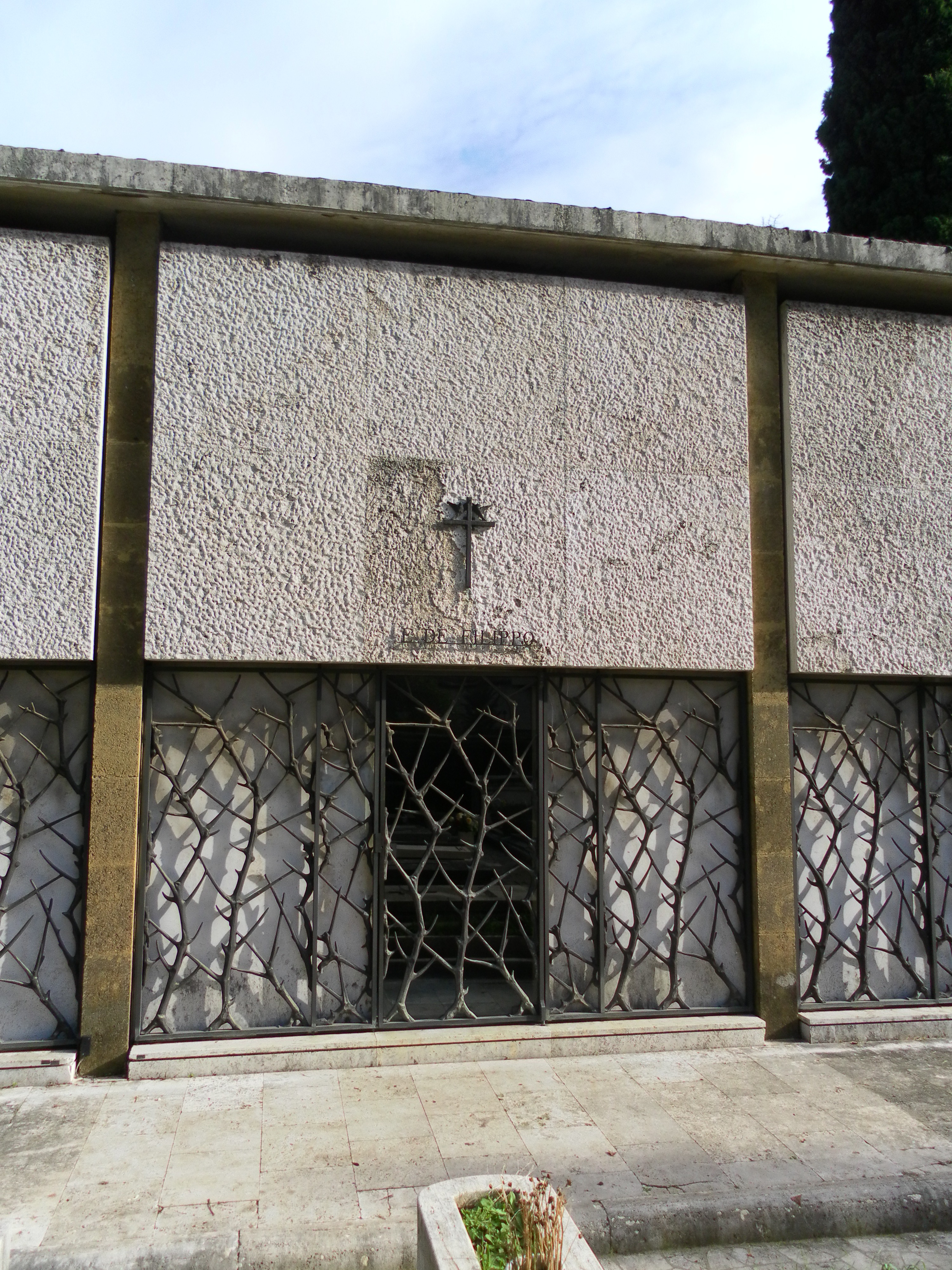
Cappella funebre di Eduardo De Filippo

- Peppino De Filippo (1903 - 1980), attore, comico e poeta. Collocazione: Ex Evangelici, riquadro 89, cappella n. 24
- Luigi De Filippo (1930 - 2018), attore. Collocazione: Ex Evangelici, riquadro 89, cappella n. 24
- Luca De Filippo (1948 - 2015), attore e regista. Collocazione: Evangelici, riquadro 98, cappella n. 2
- Dario De Grassi (1939 - 2013), attore e doppiatore. Collocazione: Nuovo reparto, riquadro 46, primo piano, cappella n. 6, fila 3, loculo n. 12
- Diana Dei (1914 - 1999), attrice. Collocazione: Vecchio reparto, riquadro 35, tomba n. 23
- Carlo Delcroix (1896 - 1977), militare e politico. Collocazione: Vecchio reparto, riquadro 20
- Lauretta De Lauri (1924 - 2008), attrice e ballerina. Collocazione: ?
- Grazia Deledda (1871 - 1936), scrittrice. Collocazione: Le sue spoglie si trovano a Nuoro. Il monumento funebre è nel vecchio reparto, riquadro 34
- Giuseppe De Luca (1876 - 1950), baritono e docente. Collocazione: Pincetto nuovo, area VI, sezione 4, cappella De Luca
- Alberica Filo Della Torre (1949 - 1991), vittima del delitto dell'Olgiata. Collocazione: Zona Pincetto, riquadro 14
- Francesco Salesio Della Volpe (1844 - 1916), cardinale. Collocazione: Sacello di Propaganda Fide
- Roberto De Leonardis (1913 - 1984), dialoghista e paroliere. Collocazione: Ex Evangelici, fila 4, loculo n. 95
- Stefano Delle Chiaie (1936 - 2019), politico e criminale. Collocazione: Zona Ampliamento, riquadro 119, cappella n. 4, piano terzo, fila 1, loculo n. 3
- Carlo Delle Piane (1936 - 2019), attore. Collocazione: Zona Ampliamento, Scaglione Q, cappella 1, fila 1, loculo n. 9
- Antonio Saverio De Luca (1805 - 1883), cardinale. Collocazione: ?
- Marcella De Marchis (1916 - 2009), scenografa e costumista. Collocazione: ?
- Egidio De Maulo (1840 - 1904), pittore. Collocazione: ?
- Tullio De Mauro (1932 - 2017), linguista e accademico. Collocazione: Zona ampliamento, riquadro 132, tomba n. 133
- Carlo De Mejo (1945 - 2015), attore. Collocazione: Nuovo reparto, riquadro 85, cappella n. 3, fila 1, n. 20
- Costantino Dennerlein (1932 - 2022), nuotatore, pallanuotista, allenatore di pallanuoto e nuoto. Collocazione: ?
- Velasio De Paolis (1935 - 2017), cardinale e arcivescovo. Collocazione: Cappella degli Scalabriniani
- Francesco De Pinedo (1890 - 1933), aviatore e Generale della Regia Aeronautica. Collocazione: Vecchio reparto, riquadro 5 (famedio)
- Boris De Rachewiltz (1926 - 1997), archeologo e egittologo. Collocazione: Pincetto nuovo, riquadro 76
- Giovanni Battista De Rossi (1822 - 1894), archeologo. Collocazione: Pincetto vecchio, riquadro 4
- Vittorio De Sica (1901 - 1974), attore, regista e sceneggiatore. Collocazione: Zona ampliamento, riquadro 143, tomba a terra n. 61
- Manuel De Sica (1949 - 2014), compositore. Collocazione: Zona ampliamento, riquadro 143, tomba a terra n. 61
- Pietro De Vico (1911 - 1999), attore. Collocazione: Zona ampliamento, riquadro 147, tomba a terra n. 46
- Crescenzo Del Monte (1868 - 1935), poeta. Collocazione: Reparto israelitico, area XIII, settore 24
- Ivan Dias (1936 - 2017), cardinale e arcivescovo. Collocazione: Sacello di Propaganda Fide
- Paolo Di Nella (1963 - 1983), vittima degli anni di piombo. Collocazione: Nuovo reparto, ingresso Portonaccio a destra, cappella "C", fila 2, loculo n. 6
- Giacomo Di Segni (1919 - 1986), olimpionico, capitano della nazionale italiana di pugilato. Collocazione: Reparto israelitico, riquadro 1
- Sergio Di Stefano (1939 - 2010), attore, doppiatore e direttore del doppiaggio. Collocazione: Monte Portonaccio, rango II, tomba a terra n. 48
- Giuseppe Di Vittorio (1892 - 1957), politico e sindacalista. Collocazione: Famedio del PCI, nuovo reparto, riquadro 8, ingresso Portonaccio
- Ines Donati (1900 - 1924), attivista. Collocazione: Cappella degli Eroi
- Edoardo D'Onofrio (1901 - 1973), politico. Collocazione: Famedio del PCI, nuovo reparto, riquadro 8, ingresso Portonaccio
- Giulio Douhet (1869 - 1930), militare. Collocazione: Vecchio reparto, riquadro 37
- Maurice Dumarest (1831 - 1913), militare, collezionista d'arte e mecenate francese naturalizzato italiano. Collocazione: Pincetto nuovo, riquadro 52, cappella Dumarest
- Amerigo Dumini (1894 - 1967), criminale italiano. Collocazione: Nuovo reparto, riquadro 73, cappella A, terzo piano, fila 2, loculo n. 3
- Pierre Duprey (1922 - 2007), vescovo francese. Collocazione: Sacello dei Padri Bianchi, all'interno di una cappella riservata ai membri di varie istituzioni religiose
- Checco Durante (1893 - 1976), attore e poeta. Collocazione: Zona ampliamento, riquadro 133, tomba a terra n. 77
- Anita Durante (1897 - 1994), attrice. Collocazione: Zona ampliamento, riquadro 133, tomba a terra n. 77
- Leila Durante (1925 - 2014), attrice. Collocazione: Zona ampliamento, riquadro 133, tomba a terra n. 77
- Carlo Duse (1898 - 1956), attore, regista e sceneggiatore. Collocazione: Nuovo reparto, riquadro 81, ordine 3 (piano tre), fila 4, loculo n. 90

## E
- Giuseppe Elia (1821 - 1887), imprenditore e politico. Collocazione: Muro ai Francesi, fila 2 loculo 13, già "muro di cita nuovo" nel periodo di sepoltura
- Ettore Guglielmo Epifani (1950 - 2021), sindacalista e politico. Collocazione: Nuovo reparto, riquadro 8 d, famedio del PCI
- Francesco Evangelista (1943 - 1980), poliziotto e vittima di un agguato di terroristi di estrema destra appartenenti ai Nuclei Armati Rivoluzionari. Collocazione: Zona ampliamento, riquadro 129
- Julius Evola (1898 - 1974), filosofo, pittore, poeta, scrittore, occultista ed esoterista. Collocazione: ?

## F
- Aldo Fabrizi (1905 - 1990), attore, regista, sceneggiatore, produttore, comico e poeta. Collocazione: Zona ampliamento, riquadro 133, cappella n. 8
- Fanfulla (1913 - 1971), attore e comico. Collocazione: Bassopiano Pincetto, riquadro 140, tomba a terra n. 6
- Franca Faldini (1931 - 2016), attrice, giornalista e scrittrice. Collocazione: Altopiano Pincetto, riquadro 23, cappella n. 5
- Cesare Fantoni (1902 - 1963), attore e doppiatore. Collocazione: Nuovo reparto, gruppo 4, colombari, fila 3, loculo esterno n. 6 fronte riquadro 73
- Octavio Fantoni (1907 - 1935), calciatore. Collocazione: Vecchio reparto, riquadro 31 esterno, fila 2, loculo n. 65
- Roby Ferrante (1942 - 1966), cantante e compositore. Collocazione: Zona ampliamento, riquadro 112
- Franco Ferrara (1911 - 1985), direttore d'orchestra. Collocazione: Altopiano Pincetto, riquadro 15, tomba 12 Nicolai/Carini
- Ettore Ferrari (1845 - 1929), scultore. Collocazione: Pincetto vecchio, riquadro 4
- Attilio Ferraris (1904 - 1947), calciatore. Collocazione: Vecchio reparto, riquadro 31

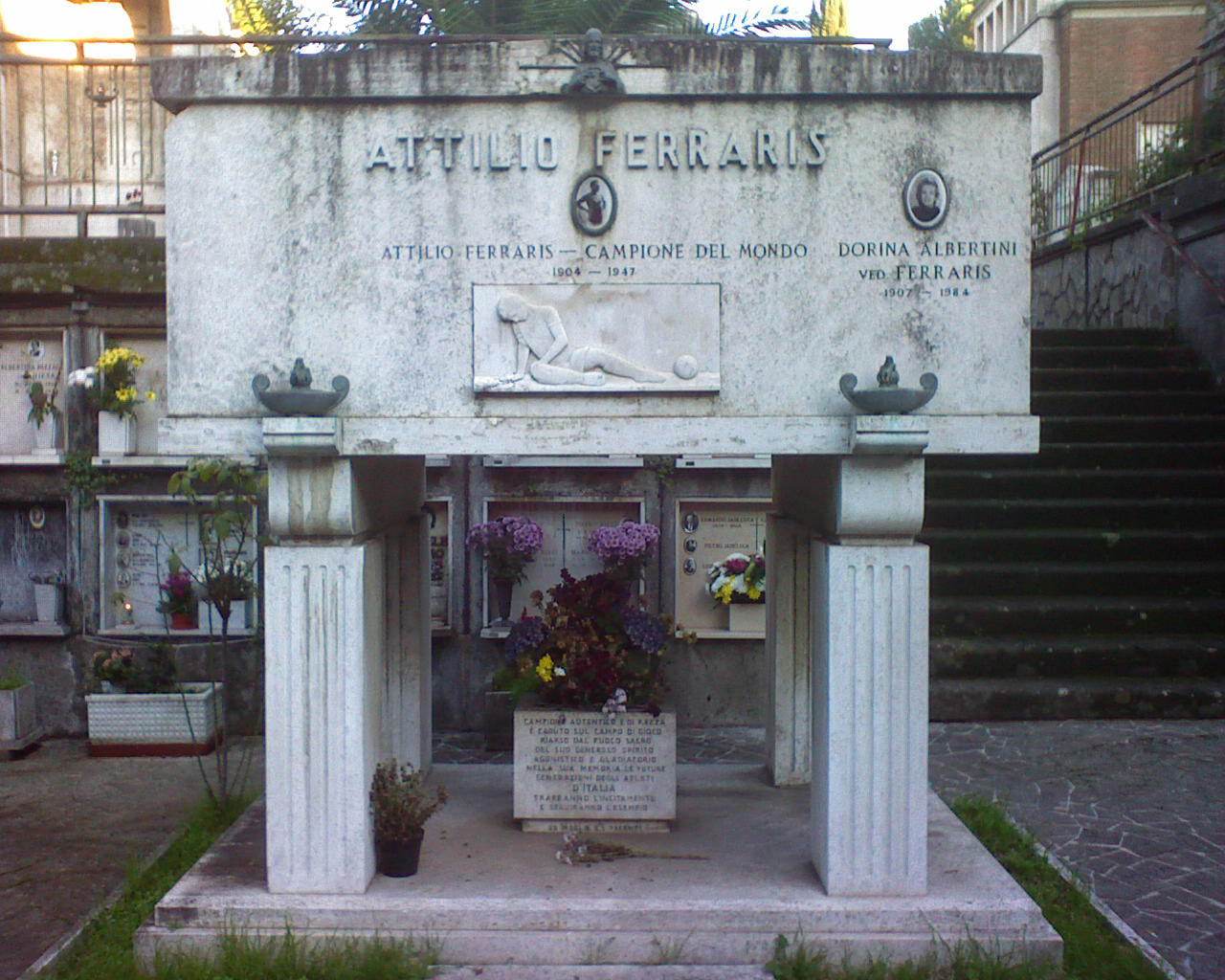
Il monumento funebre di Attilio Ferraris

- Marco Ferreri (1928 - 1997), regista, sceneggiatore, attore, produttore cinematografico. Collocazione: Nuovo reparto, riquadro 81, ordine 1, fila 2, loculo n. 31
- Gabriella Ferri (1942 - 2004), cantante. Collocazione: Nuovo reparto, riquadro 85, piano terra, cappella n. 3, fila 2, loculo n. 34
- Massimo Fichera (1929 - 2012), dirigente televisivo. Collocazione: ?
- Pio Filippani Ronconi (1920 - 2010), orientalista e storico delle religioni. Collocazione: ?
- Elio Fiore (1935 - 2002), poeta. Collocazione: Zona ampliamento, riquadro 118, cappella n. 5
- Fiorenzo Fiorentini (1920 - 2003), attore, sceneggiatore, compositore e doppiatore. Collocazione: Reparto Israelitico, riquadro 2 bis, fossa D
- Lando Fiorini (1938 - 2017), attore, cantante e cabarettista. Collocazione: Zona ampliamento, riquadro 130, cappella n. 7
- Ronald Firbank (1886 - 1926), scrittore. Collocazione: Tomba a terra, ex Evangelici, riquadro 38
- Renato Fondi (1887 - 1929), poeta e musicologo. Collocazione: ?
- Ugo Forno (1932 - 1944), studente e partigiano italiano. Collocazione: Nuovo reparto, scaglione R, fila 3, loculo n. 57
- Mariano Fortuny (1838 - 1874), pittore. Collocazione: Pincetto nuovo, riquadro 49
- Italo Foschi (1884 - 1949), politico e dirigente sportivo. Collocazione: ?
- André-Jacques Fougerat (1902 - 1983), vescovo. Collocazione: Cappella del Capitolo Vaticano, settore 38-38 bis
- Paolo Frajese (1939 - 2000), giornalista. Collocazione: Vecchio reparto, riquadro 18, fila 2, n. 99
- Leandro Franchi (1920 - 1990), militare. Collocazione: ?
- Leopoldo Fregoli (1867 - 1936), attore. Collocazione: Vecchio reparto, riquadro 34, tomba n. 67
- Dino Frisullo (1952 - 2003), attivista, giornalista, politico e poeta. Collocazione: Zona ampliamento, riquadro 12 dis
- Erminia Fuà Fusinato (1834 - 1876), poetessa. Collocazione: Quadriportico, lato sinistro, arcata LI
- Pietro Fumasoni Biondi (1872 - 1960), cardinale e arcivescovo. Collocazione: Sacello di Propaganda Fide
- Rate Furlan (1911 - 1989), attore, sceneggiatore e regista. Collocazione: Vecchio reparto, riquadro 13, gruppo 4, sezione 2, fila 3, loculo n. 11
- Arnaldo Fusinato (1817 - 1888), poeta e patriota. Collocazione: Quadriportico, lato sinistro, arcata LI

## G
- Rino Gaetano (1950 - 1981), cantautore. Collocazione: Zona ampliamento, riquadro 119, cappella n. 5, piano terra, fila 2, loculo n. 10
- Vincenzo Galdi (1871 - 1961), fotografo. Collocazione: Nuovo reparto, riquadro 47, piano uno, cappella E, fila 3, loculo n. 2
- Sergio Galiano (1942 - 2016), produttore cinematografico e attore. Collocazione: Ex Evangelici
- Luigi Galimberti (1836 - 1896), cardinale e arcivescovo. Collocazione: Sacello di Propaganda Fide
- Augusto Galli (1902 - 1981), doppiatore e attore. Collocazione: Zona ampliamento, riquadro 138, tomba a terra n. 18
- Nadia Gallico Spano (1916 - 2006), politica. Collocazione: Famedio del PCI, nuovo reparto
- Anna Maria Gambineri (1936 - 2017), annunciatrice televisiva. Collocazione: Nuovo reparto, riquadro 44, ordine uno, fila 2, loculo n. 17
- Famiglia Garibaldi. Collocazione: Ingresso principale, lato destro
- Pietro Garinei (1919 - 2006), regista, commediografo e attore. Collocazione: Pincetto vecchio, riquadro 25, tomba n. 57
- Ettore Garofolo (1947 - 1999), attore. Collocazione: Nuovo reparto, riquadro 71, primo piano, passaggio IV, fila 2, loculo n. 10
- Ivo Garrani (1924 - 2015), attore e doppiatore. Collocazione: Zona ampliamento, riquadro 148, tomba n. 69
- Vittorio Gassman (1922 - 2000), attore, regista, sceneggiatore, scrittore, doppiatore e conduttore televisivo. Collocazione: Quadriportico, lato destro esterno, viale Carri, tomba a terra n. 19

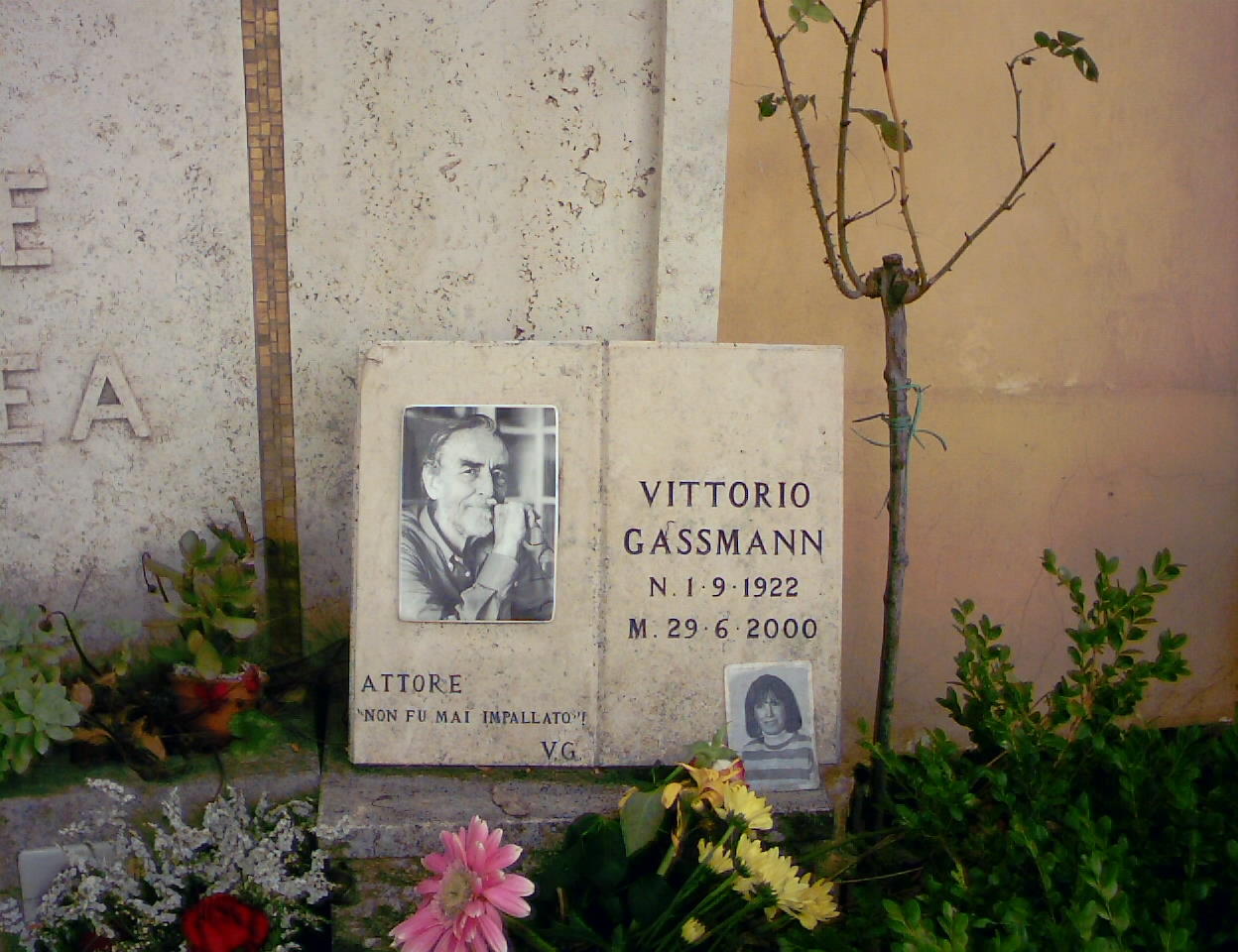
La tomba di Vittorio Gassmann

- Leo Gavero (1924 - 2002), attore. Collocazione: Nuovo reparto, riquadro 66, secondo piano, cappella n. 9, fila 1, loculo n. 3
- Giulio Gaudini (1904 - 1948), schermidore. Collocazione: Vecchio reparto, riquadro 165
- Luisa Gazelli di Rossana (1896 - 1989), nobile italiana e moglie del principe Fulco Ruffo di Calabria. Collocazione: ?
- Luigi Gedda (1902 - 2000), medico e attivista. Collocazione: Zona ampliamento, riquadro 118
- Giovanni "Tata" Giacobetti (1922 - 1988), cantante, contrabbassista, paroliere. Collocazione: Nuovo reparto, riquadro 108, settore G, comparto A, tomba n. 8
- Valerio Giacomini (1914 - 1981), naturalista, botanico, ecologo. Collocazione: Zona ampliamento, riquadro 133
- Luigi Giambene (1866 - 1944), teologo e accademico. Collocazione: Scogliera del Monte, lato sinistro esterno della cappella dell'Arciconfraternita della Pia Unione del Sacro Cuore di Gesù Agonizzante
- Alberto Giaquinto (1961 - 1979), ragazzo ucciso nella ricorrenza della strage di Acca Larenzia. Collocazione: Arciconfraternita III, cappella n. 35
- Remo Giazotto (1910 - 1998), musicologo e compositore. Collocazione: Zona ampliamento, riquadro 150
- Leone Ginzburg (1909 - 1944), letterato. Collocazione: Israelitico, fronte riquadro 10 bis, blocco 3, fila 3
- Natalia Ginzburg (1916 - 1991), scrittrice. Collocazione: Ex civili, riquadro 20, tomba n. 5
- Paolo Giobbe (1880 - 1972), cardinale e arcivescovo. Collocazione: Sacello di Propaganda Fide
- Sandro Giovannini (1915 - 1977), regista e commediografo. Collocazione: Zona ampliamento, riquadro 144, tomba a terra n. 84
- Massimo Girotti (1918 - 2003), attore e pallanuotista. Collocazione: Zona ampliamento, riquadro 143, tomba a terra n. 26
- Americo Giuliani (1888 - 1922), poeta. Collocazione: Gruppo 5, destra, all'interno della tomba Pericoli di fronte ai Domenicani
- Ignazio Giunti (1941 - 1971), pilota di Formula Uno. Collocazione: Vecchio reparto, riquadro 8
- Franco Giuseppucci (1947 - 1980), criminale e primo boss della Banda della Magliana. Collocazione: Nuovo reparto, riquadro 71, piano terra inferiore, passaggio 5, fila 3, loculo interno n. 1
- Roberta Giusti (1944 - 1986), annunciatrice televisiva. Collocazione: Zona ampliamento, riquadro 132
- Filippo Giustini (1852 - 1920), cardinale. Collocazione: Sacello di Propaganda Fide
- Enrico Glori (1901 - 1966), attore. Collocazione: Nuovo reparto, riquadro 66, piano uno, cappella n. 9, fila 1, loculo n. 13
- Tito Gobbi (1913 - 1984), baritono, scenografo e regista d'opera. Collocazione: Zona ampliamento, riquadro 120, tomba n. 1
- Guido Gonella (1905 - 1982), giornalista, politico e accademico. Collocazione: ?
- Evan Gorga (1865 - 1957), tenore. Collocazione: ?
- Eugenio Gra (1886 - 1973), ingegnere, primo direttore generale dell'Anas (1946 - 1952) e ideatore del Grande Raccordo Anulare di Roma. Collocazione: ?
- Giulio Gra (1900 - 1958), architetto e ingegnere. Collocazione: ?
- Luigi Grassi (1904 - 1975), politico e partigiano. Collocazione: Famedio del PCI, nuovo reparto, riquadro 8 distinti
- Claudio Graziano (1953 - 2024), generale, Capo di stato maggiore della difesa, presidente del Comitato Militare dell'Unione Europea e presidente di Fincantieri. Collocazione: ?
- Ruggero Grieco (1893 - 1955), politico e antifascista. Collocazione: Famedio del PCI, nuovo reparto, riquadro 8 distinti
- Pasquale Grillo (1888 - 1955), poeta. Collocazione: Zona ampliamento, scaglione q, fila 3, loculo n. 40

## H
- Paul von Hintze (1864 - 1941), ammiraglio, politico e diplomatico. Collocazione: ?
- Guido Horn D'Arturo (1879 – 1967), astronomo. Collocazione: Settore ebraico
- Louis Edward Hostlot (1848 - 1884), presbitero. Collocazione: Cappella mortuaria del Pontificio collegio americano del Nord

## I

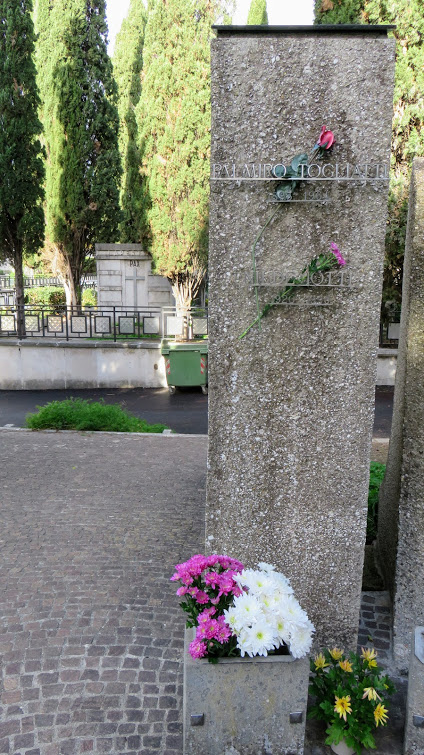
La tomba di Nilde Iotti e Palmiro Togliatti

- Augusto Incrocci (1892 - 1957), attore, amministratore di compagnie teatrali e primo presidente della CDC (Cooperativa Doppiatori Cinematografici). Collocazione: Nuovo reparto, riquadro 88, piano superiore, fila 1, loculo n. 15
- Ciccio Ingrassia (1922 - 2003), attore, comico, regista, sceneggiatore, conduttore televisivo e cantante. Collocazione: Vecchio reparto, riquadro 18, muro esterno fronte riquadro 19, fila 2, loculo n. 59
- Nilde Iotti (1920 - 1999), politica. Collocazione: Famedio del PCI, nuovo reparto, riquadro 8 distinti, ingresso Portonaccio[4]
- Umberto Improta (1932 - 2002), prefetto. Collocazione: Zona ampliamento, riquadro 13

## J
- Angelo Maria Jacobini (1825 - 1886), cardinale italiano nominato da papa Leone XIII. Collocazione: ?
- Domenico Maria Jacobini (1837 - 1900), cardinale e arcivescovo. Collocazione: Tomba della famiglia Jacobini
- Ludovico Jacobini (1832 - 1887), cardinale e arcivescovo. Collocazione: Sacello di Propaganda Fide
- Diomira Jacobini (1899 - 1959), attrice. Collocazione: ?
- Maria Jacobini (1892 - 1944), attrice. Collocazione: ?
- Emiliano Jimenez Hernandez (1941 - 2007), presbitero, teologo, biblista e docente. Collocazione: Sacello dell'Arciconfraternita del Preziosissimo Sangue e della Santissima Vergine del Rosario, area XVIII (altoripiano vecchio reparto), settore 42 bis
- Giuseppe Jovinelli (1866 - 1924), impresario teatrale. Collocazione: Rampa Caracciolo, riquadro 112, tomba n. 18
- Maurizio Jurgens (1921 - 1975), autore televisivo, regista radiofonico, commediografo e sceneggiatore. Collocazione: Nuovo reparto, settore 167, tomba n. 16

## K
- Hermann Kanzler (1822 - 1888), militare, comandante delle truppe pontificie. Collocazione: Settore  V, rupe Caracciolo, riquadro 2, settore XIX, vecchio reparto, grande quadriportico
- Andrei Apollon Katkoff (1916 - 1995), vescovo. Collocazione: Tomba della Congregazione dei chierici mariani
- Thomas Francis Kennedy (1858 - 1917), arcivescovo. Collocazione: Cappella mortuaria del Pontificio collegio americano del Nord
- Gaetano Koch (1849 - 1910), architetto. Collocazione: Pincetto Nuovo, riquadro 68
- Jerzy Sas Kulczycki (1905 - 1944), militare, partigiano, medaglia d'oro alla memoria. Collocazione: Pincetto nuovo
- Eva Kühn (1880 - 1961), scrittrice, saggista, traduttrice russa. Collocazione: Ex Evangelici, riquadro 92, tomba n. 26

## L
- Amleto Lacerenza (1910 - 1972), compositore e direttore d'orchestra. Collocazione: Nuovo reparto, ingresso Portonaccio, riquadro 111, tomba n. 89
- Giacomo Lacerenza (1885 - 1952),  compositore, direttore di banda e trombettista. Collocazione: Nuovo reparto, ingresso Portonaccio, riquadro 111, tomba n. 89
- Michele Lacerenza (1922 - 1989), compositore musicista. Collocazione: Nuovo reparto, ingresso Portonaccio, riquadro 111, tomba n. 89
- Raffaella La Crociera (1940 - 1954), giovane poetessa. Collocazione: Vecchio reparto, riquadro 5
- Luciano Lama (1921 - 1996), politico e sindacalista. Collocazione: Famedio del PCI, nuovo reparto, riquadro 8 distinti
- Ugo La Malfa (1903 - 1979), politico. Collocazione: Arciconfraternita dei Trapassati, lotto 2, tomba n. 46
- Raffaele Monaco La Valletta (1827 - 1896), cardinale. Collocazione ?
- Arturo Lancellotti (1877 - 1968), scrittore e critico d'arte. Collocazione ?
- Rodolfo Lanciani (1845 - 1929), ingegnere e senatore. Collocazione: Pincetto vecchio
- Franco Latini (1927 - 1991), attore, doppiatore e direttore del doppiaggio. Collocazione: Nuovo reparto, riquadro 60, piano terra superiore, passaggio C, gruppo 1, fila 1, loculo n. 1
- Laura Latini (1969 - 2012), doppiatrice. Collocazione: Nuovo reparto, riquadro 60, piano terra superiore, passaggio C, gruppo 1, fila 1, loculo n. 1
- Enrico Lattes (1904 - 1934), architetto. Collocazione: Reparto israelitico, riquadro 12[5]
- Carlo Laurenzi (1821 - 1893), cardinale e vescovo. Collocazione: Sacello di Propaganda Fide
- Romano Ledda (1930 - 1987), giornalista e politico. Collocazione: Famedio del PCI, nuovo reparto, riquadro 8 distinti
- Umberto Lenzini (1912 - 1987), imprenditore, dirigente sportivo e calciatore statunitense. Collocazione: Vecchio reparto, riquadro 17 (16 bis), cappella Lenzini
- Remigio Leonardis (1943 - 2010), maestro d'orchestra. Collocazione: Nuovo reparto, riquadro 66, tomba n. 1
- Sergio Leone (1929 - 1989), regista (dal 1997 la salma è trasferita nel cimitero del borgo di Pratica di Mare a Pomezia)[6]
- Tullio Levi-Civita (1873-1941), matematico italiano. Collocazione: Reparto israelitico, riquadro 23
- Sara Levi Nathan (1819 - 1882), patriota, filantropa e politica italiana. Collocazione: Pincetto nuovo, riquadro 47
- Enzo Liberti (1926 - 1986), attore, doppiatore e regista. Collocazione: Zona ampliamento, riquadro 133, tomba a terra n. 77
- Girolamo Li Causi (1896 - 1977), politico. Collocazione: Famedio del PCI, nuovo reparto, riquadro 8 distinti
- Oreste Lionello (1927 - 2009), attore, cabarettista, doppiatore e direttore del doppiaggio. Collocazione: Nuovo reparto, riquadro 85, cappella n. 3, piano terra, fila 1, loculo n. 19
- Goran Listeš (1961 - 2020), musicista e chitarrista. Collocazione: Nuovo reparto, zona ossari e cinerari, ultimo piano, galleria H, fila 2, loculo n. 11
- Carlo Lizzani (1922 - 2013), regista, sceneggiatore, storico del cinema, critico e produttore cinematografico. Collocazione: Vecchio reparto, riquadro 33, fila 97, tomba a terra n. 337
- Nanni Loy (1925 - 1995), attore e regista. Collocazione: Ex Civili, riquadro 18, tomba n. 7
- Gustavo Lombardo (1885 - 1951), produttore cinematografico. Collocazione: Arciconfraternita dei Trapassati, lotto 2, cappella n. 58
- Anna Longhi (1934 - 2011), attrice. Collocazione: Zona ampliamento, riquadro 12 dis, fossa n. 2
- Luigi Longo (1900 - 1980), politico. Collocazione: Nuovo reparto, riquadro 8 distinti
- Mariella Lotti (1919 - 2004), attrice. Collocazione: ?
- Franco Lucchini (1914 - 1943), asso dell'aviazione. Collocazione: Sacrario dell'Aeronautica Militare
- Folco Lulli (1912 - 1970), attore, regista e partigiano. Collocazione: Evangelici, zona ossari e cinerari, loculo ossari esterno, gruppo 16, sezione 1, fila 5, loculo n. 15
- Elena Lunda (1901 - 1941), attrice. Collocazione: Evangelici, zona ossari e cinerari, gruppo 16, sezione 1, fila 5, loculo ossario interno n. 21
- Don Lurio (1929 - 2003), ballerino, coreografo e cantante statunitense. Collocazione: Vecchio reparto, loculo ossari 68, gruppo B, fila 2
- Luigi Luzzatti (1841 - 1927), giurista e politico. Collocazione: Vecchio reparto, riquadro 16

## M
- Emanuele Macaluso (1924 - 2021), politico e giornalista. Collocazione: Famedio del PCI, nuovo reparto, riquadro 8 distinti
- Cesare Maccari (1840 - 1919), pittore. Collocazione: Pincetto nuovo, riquadro 81
- Luigi Macchi (1832 - 1907), cardinale. Collocazione: ?
- Anna Magnani (1908 - 1973), attrice (dal 1988 riposa nella cappella di famiglia nel cimitero di San Felice Circeo)
- Giulio Magni (1859 - 1930), architetto. Collocazione: Pincetto vecchio, riquadro 10
- Luigi Magni (1928 - 2013), regista, sceneggiatore e scrittore. Collocazione: Zona ampliamento, riquadro 132, tomba a terra n. 122
- Anton Giulio Majano (1909 - 1994), regista e sceneggiatore. Collocazione: Arciconfraternita dei Trapassati, lotto 3, marciapiede 8, arca
- Errico Malatesta (1853 - 1932), anarchico. Collocazione: XIX vecchio reparto, riquadro 30 (ossario comune)
- Goffredo Mameli (1827 - 1849), patriota. Collocazione: Ingresso principale, lato sinistro, tra i riquadri 1 e 3 (solo monumento funebre, le sue spoglie furono traslate, nel 1941, al sacrario del Gianicolo, dove riposano i caduti della Repubblica Romana del 1848)Il monumento funebre di Goffredo Mameli

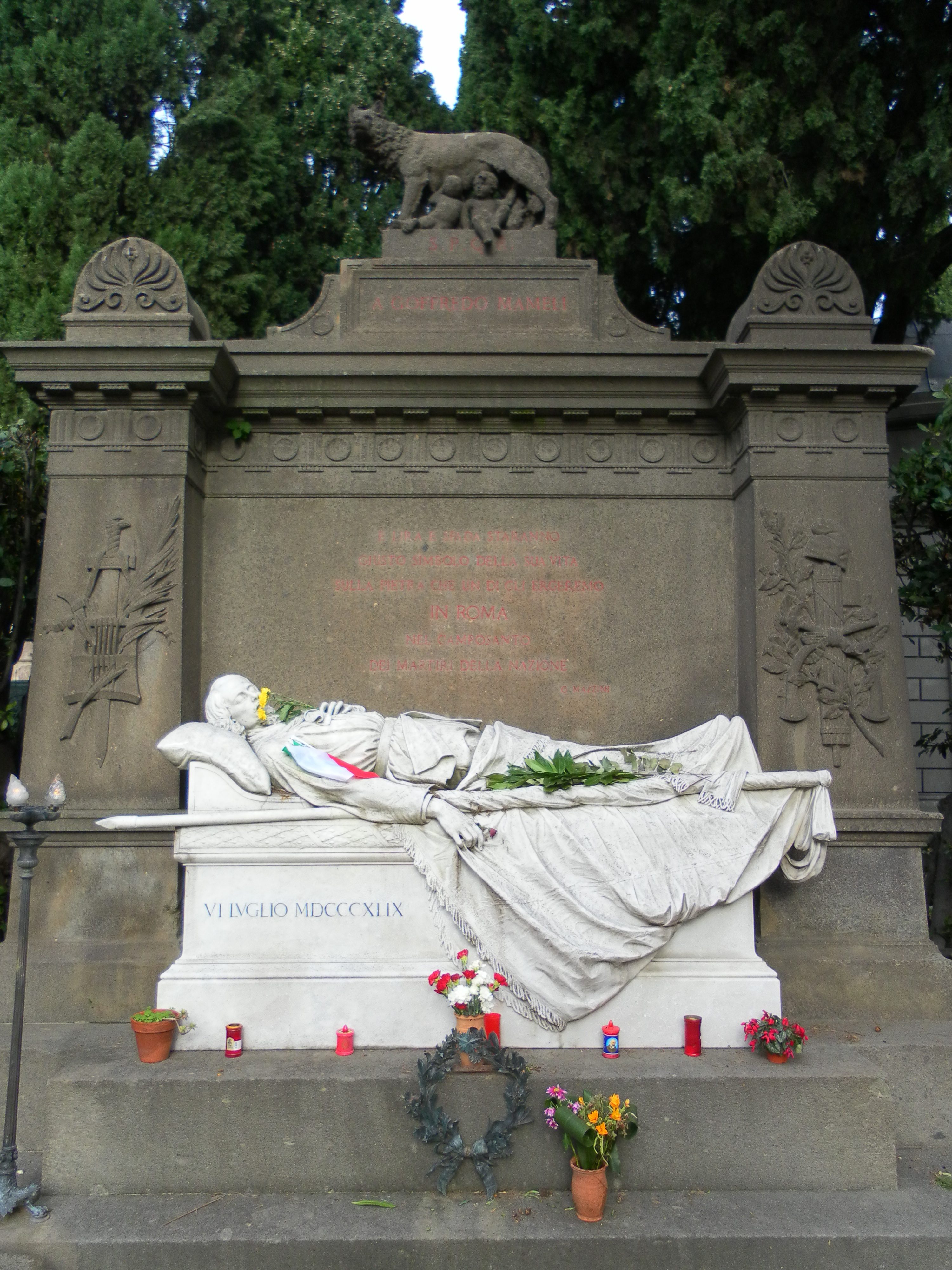
Il monumento funebre di Goffredo Mameli

- Anzio Mancini (1944 - 1970), calciatore. Collocazione: Zona ampliamento
- Roberto Mancini (1961 - 2014), poliziotto. Collocazione: Nuovo reparto, riquadro 115, cappella n. 2, fila 2, loculo n. 226
- Umberto Mancini (1894 - 1954), musicista, compositore e direttore d’orchestra. Collocazione: Zona ampliamento, Scaglione Q, lungamanica, fila 1, loculo esterno n. 17
- Giulio Manenti (1899 - 1955), produttore cinematografico. Collocazione: Altoripiano vecchio reparto, riquadro 23, tomba n. 60
- Nino Manfredi (1921 - 2004), attore, regista, sceneggiatore, comico, cantante e doppiatore. Collocazione: Zona ampliamento, gruppo 1º monumentale, tomba a terra n. 54
- Alda Angela Mangini (1914 - 1954), attrice e cantante. Collocazione: Scaglione Tiburtino, cappella n. 5, fila 3, loculo n. 7
- Nella Marcellino (1923 - 2011), partigiana e sindacalista. Collocazione: Famedio del PCI, nuovo reparto
- Concetto Marchesi (1878 - 1957), politico. Collocazione: Nuovo reparto, riquadro 61
- Francesco Marchetti Selvaggiani (1871 - 1951), cardinale. Collocazione: ?
- Vittore Marchi (1892 - 1981), filosofo.  Collocazione: ?
- Renata Marini (1904 - 1972), attrice e doppiatrice. Collocazione : Ex Civili, riquadro 105, tomba n. 59
- Marcella Mariani (1936 - 1955), attrice. Collocazione: Zona ampliamento, scaglione Q, cappella 1, fila 1, loculo n. 1
- Massimo Marino (1960 - 2019), conduttore televisivo, editore e attore. Collocazione: Vecchio reparto, zona ossari, ex depositi, gruppo C, interno n. 162
- Nando Martellini (1921 - 2004), giornalista e telecronista. Collocazione: Nuovo reparto, riquadro 49, tomba a terra n. 76
- Tommaso Maria Martinelli (1827 - 1886), cardinale. Collocazione: Cappella dell'Ordine degli Agostiniani
- Bruno Martino (1925 - 2000), cantante, compositore e pianista. Collocazione: Zona ampliamento, riquadro 118, cappella n. 1, secondo piano, fila 1, loculo n. 15
- Nino Martoglio (1870 - 1921), regista, sceneggiatore, scrittore e poeta. Collocazione: Vecchio reparto, riquadro 33
- Lidia Martora (1917 - 1971), attrice. Collocazione: Ex Evangelici, riquadro 89, cappella n. 24
- Maria Teresa di Savoia (1803 - 1879), duchessa di Lucca e duchessa di Parma-Piacenza. Collocazione: Cappella dell'Ordine Domenicano
- Umberto Massola (1904 - 1978), politico. Collocazione: Famedio del PCI, nuovo reparto, riquadro 8 distinti
- Guido Masetti (1907 - 1993), allenatore ed ex calciatore italiano. Collocazione: Zona ampliamento, riquadro 118, piano terra, cappella n. 2, fila 3, loculo n. 3
- Ignazio Masotti (1817 - 1888), cardinale. Collocazione: Sacello di Propaganda Fide
- Camillo Mastrocinque (1901 - 1969), attore e regista. Collocazione: Altopiano Pincetto, riquadro 17, tomba n. 6
- Marcello Mastroianni (1924 - 1996), attore. Collocazione: Zona ampliamento, gruppo 1º monumentale, tomba a terra n. 71
- Ruggero Mastroianni (1929 - 1996), montatore e attore. Collocazione: Zona ampliamento, gruppo 1º monumentale, tomba a terra n. 71
- Pamela Mastropietro (1999 - 2018), vittima di un omicidio. Collocazione: Nuovo reparto, riquadro 115, cappella n. 3, fila 2, loculo n. 253
- Raffaello Matarazzo (1909 - 1966), regista e sceneggiatore italiano. Collocazione: Zona ampliamento, riquadro 142, tomba a terra n. 3
- Teresa Mattei (1921 - 2013), partigiana, politica e pedagogista. Collocazione: ?
- Sergio Matteucci (1931 - 2020), attore, doppiatore e conduttore radiofonico. Collocazione: Nuovo reparto, riquadro 60, piano terra superiore, gruppo 3, fila 3, loculo n. 37
- Fabio Mauri (1926 - 2009), artista, scrittore e drammaturgo. Collocazione: Pincetto nuovo, piazzale circolare, settore 9, tomba n. 4
- Giacomo Medici del Vascello (1817 - 1882), militare e politico. Collocazione: Quadriportico, lato sinistro, arcata XLII
- Paolo Mercuri (1804 - 1884), incisore. Collocazione: Ingresso monumentale, interno dei Propilei lato destro
- Maria Mercader (1918 - 2011), attrice. Collocazione: Zona ampliamento, riquadro 143, tomba n. 32
- Elsa Merlini (1903 - 1983), attrice e cantante. Collocazione: ?
- Giovanni Messe (1883 - 1968), militare e politico. Collocazione: Zona ampliamento, riquadro 144, cappella n. 63
- Vittorio Metz (1904 - 1984), scrittore, umorista, sceneggiatore, autore di programmi televisivi e regista. Collocazione: Zona ampliamento, settore A, fila 2, tomba n. 5
- Siniša Mihajlović (1969 - 2022), calciatore e allenatore di calcio. Collocazione: Zona ampliamento, riquadro 132, tomba a terra n. 141
- Sandra Milo (1933 - 2024), attrice e conduttrice televisiva. Collocazione: Zona ampliamento, riquadro 149, tomba n. 8
- Gianni Minà (1938 - 2023), giornalista, scrittore, autore, regista e conduttore televisivo. Collocazione: Zona ampliamento, riquadro 118, cappella 4, primo piano, fila 1, loculo n. 14
- Tommaso Minardi (1787 - 1871), pittore. Collocazione: Quadriportico, braccio destro arcate 7^ e 8^
- Enzo Mirigliani (1917 - 2011), personaggio televisivo. Collocazione: Zona ampliamento, riquadro 12 dis, tomba n. 1
- Lucia Mirisola (1928 - 2017), costumista e scenografa. Collocazione: Zona ampliamento, riquadro 132, tomba a terra n. 122
- Mario Mocenni (1823 - 1904), cardinale. Collocazione: Sacello di Propaganda Fide
- Alessandro Momo (1956 - 1974), attore. Collocazione: Nuovo reparto, riquadro 86, tomba n. 123
- Paolo Morales (1956 - 2013), fumettista, sceneggiatore e disegnatore. Collocazione: Arciconfraternita dei Trapassati, lotto 1, tomba n. 135
- Publio Morbiducci (1889 - 1963), scultore, medaglista e pittore. Collocazione: Nuovo reparto, riquadro 73, piano terzo, cappella L, fila 4, loculo n. 3
- Carlo Luigi Morichini (1805 - 1879), cardinale, arcivescovo e storico degli ospedali romani. Collocazione: ?
- Guido Morisi  (1903 - 1951), attore. Collocazione: Vecchio reparto, riquadro 14, gruppo 1, sezione 1, fila 3, loculo n. 21
- Alessandro Moreschi (1858 - 1922), cantante castrato. Collocazione: Pincetto nuovo, riquadro 31 bis
- Luigi Montanarini (1906 - 1998), pittore. Collocazione: ?
- Mattia Montecchi (1816 - 1871), patriota. Collocazione: Vecchio reparto, riquadro 4
- Wilma Montesi (1932 - 1953), vittima di un famoso caso giudiziario. Collocazione: Pincetto vecchio, dopo sala incisoria, cappella 11, numero 2, fila 4
- Maria Montessori (1870 - 1952), pedagogista, filosofa, medico e neuropsichiatra infantile. Le sue spoglie si trovano a Noordwijk. Collocazione: Vecchio reparto: fronte riquadro 36
- Giulio Monteverde (1837 - 1917), scultore e politico italiano. Collocazione: Pincetto nuovo, riquadro 28
- Rosalia Montmasson (1823 - 1904), patriota. Collocazione: Nuovo reparto, scaglione E, fila 4, n. 26
- Riccardo Morandi (1902 - 1989), ingegnere e accademico. Collocazione: Ex Evangelici, riquadro 91, tomba a terra n. 77
- Alberto Moravia (1907 - 1990), scrittore. Collocazione: Altopiano vecchio, reparto Monte, riquadro 23, tomba n. 5
- Rina Morelli (1908 - 1976), attrice. Collocazione: Pincetto nuovo, riquadro 11, cappella n. 17 (tomba della famiglia Stoppa)
- Luciano Morpurgo (1886 - 1971), fotografo, editore e scrittore italiano. Collocazione: Reparto israelitico, riquadro 10 bis
- Ennio Morricone (1928 - 2020), compositore, direttore d'orchestra e arrangiatore. Collocazione: Nuovo reparto, riquadro 110, cappella n. 21[7]
- Massimo Morsello (1958 - 2001), cantautore, imprenditore e terrorista. Collocazione: Vecchio reparto, riquadro 18, tomba n. 8
- Tiberio Murgia (1929 - 2010), attore. Collocazione: Vecchio reparto, colombario fronte al riquadro 28, fila 2, loculo n. 85
- Luigi Musso (1924 - 1958), pilota automobilistico. Collocazione: Piazzale circolare, cappella n. 42
- Claudia Muzio (1889 - 1936), soprano. Collocazione: Vecchio reparto, riquadro 34

## N
- Zeffirino Namuncurá (1886 - 1905), salesiano laico argentino, beatificato l'11 novembre 2007. Traslato nel 1924 nel cimitero di Fortín a Mercedes in Argentina
- Urbano Navarrete (1920 - 2010), cardinale. Collocazione: Sacello dei gesuiti
- Ernesto Nathan (1845 - 1921), politico. Collocazione: Pincetto nuovo, riquadro 47Tomba di Ernesto Nathan

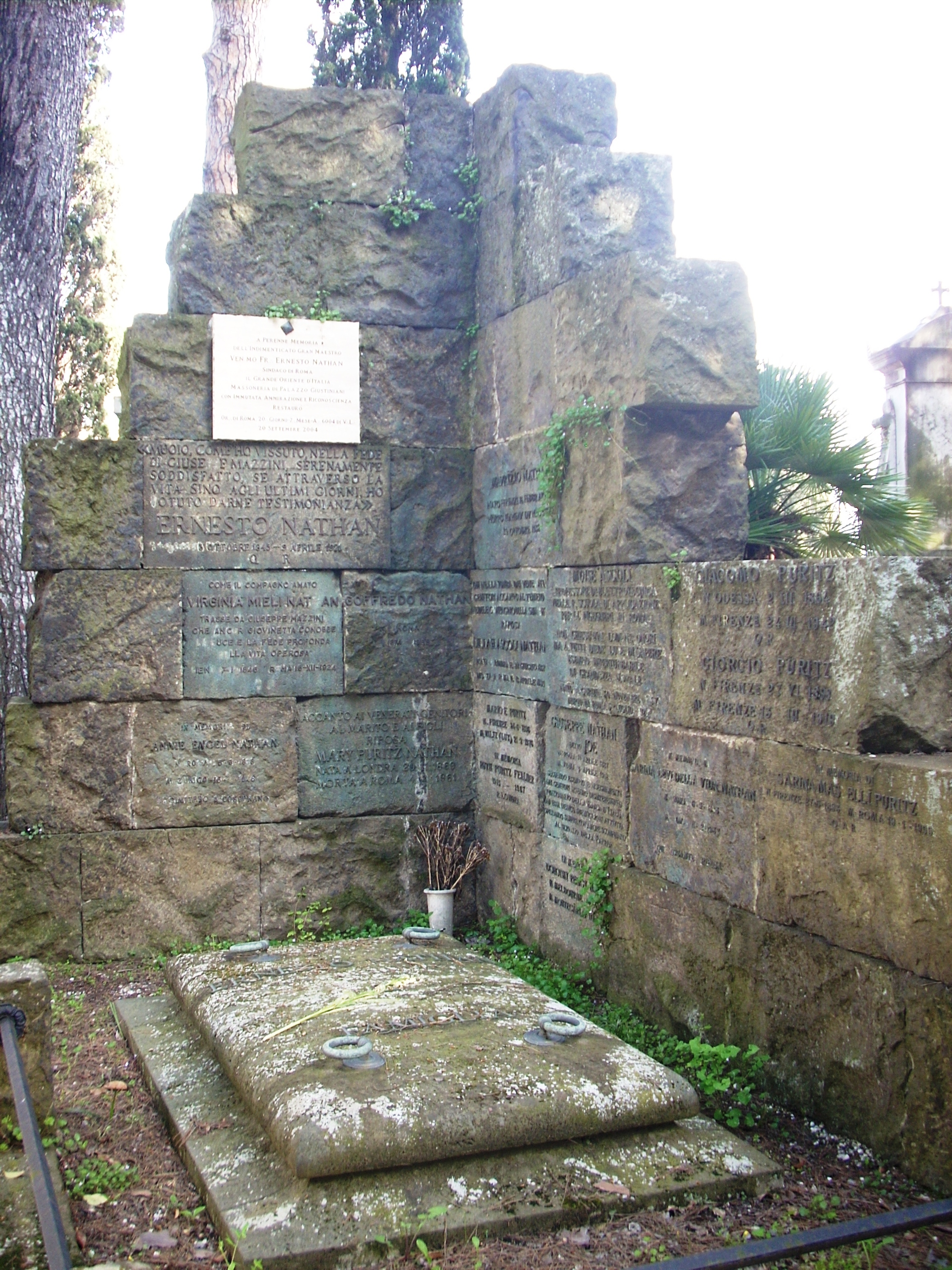
Tomba di Ernesto Nathan

- Piero Natoli (1943 - 2001), attore, regista e sceneggiatore. Collocazione: Vecchio reparto, riquadro 33, tomba n. 278
- Amedeo Nazzari (1907 - 1979), attore. Collocazione: Vecchio reparto, riquadro 14, cappella n. 6
- Pietro Nenni (1891 - 1980), politico e giornalista. Collocazione: Altopiano Pincetto, scogliera nuovo Pincetto, rango 2, fila 1, loculo adulti esterno n. 13
- Nicola Fausto Neroni (1896 - 1974), regista, sceneggiatore e direttore del doppiaggio. Collocazione: Arciconfraternita dei Trapassati, lotto 3, secondo gradone, fila 1, loculo n. 73
- Piergiorgio Silvano Nesti (1931 - 2009), arcivescovo. Collocazione: Cripta della Comunità passionista dei Santi Giovanni e Paolo
- François-Xavier Nguyên Van Thuán (1928 - 2002), cardinale. Collocazione: Cappella del Capitolo Vaticano, area VII (rampa Caracciolo), settore 38-38 bis (non più presente dal 2012 perché traslato nella chiesa di Santa Maria della Scala a Roma)
- Antonio Nibby (1792 - 1839), storico e archeologo. Collocazione: Chiesa di S. Maria della Misericordia
- Renato Nicolini (1942 - 2012), architetto, politico e drammaturgo. Collocazione: Altoripiano vecchio reparto, riquadro 23, tomba n. 149
- Lorenzo Nina (1812 - 1885), cardinale. Collocazione:?
- Francesco Saverio Nitti (1868 - 1953), politico. Collocazione: Monte Portonaccio, 2⁰ gradone, numero 2, 97ª fila
- Virgilio Noè (1922 - 2011), cardinale. Collocazione: Cappella del Capitolo Vaticano, area VII (rampa Caracciolo), settore 38-38 bis, piano terra, tomba n. 100
- Guido Notari (1893 - 1957), attore e conduttore radiofonico. Collocazione: Nuovo reparto, riquadro 73, sotto il portico, piano uno, fila 1, loculo n. 6
- Agostino Novella (1905 - 1974), sindacalista e politico. Collocazione: Famedio del PCI, nuovo reparto
- Amleto Novelli (1881 - 1924), attore. Collocazione: Vecchio reparto, riquadro 37, fila 1, loculo n. 24
- Bernard Nsayi (1943 - 2021), vescovo. Collocazione: Sacello dell'Arciconfraternita del Preziosissimo Sangue e della Santissima Vergine del Rosario, area XVIII (altoripiano vecchio reparto), settore 42 bis

## O
- Vittorio Occorsio (1929 - 1976), magistrato e vittima del terrorismo di estrema destra durante gli anni di piombo. Collocazione: Zona ampliamento, riquadro 125
- Luigi Olivetti (1856 - 1941), pittore e incisore. Collocazione area V, Caracciolo, seconda terrazza, tomba n. 17
- Luigi Oreglia di Santo Stefano (1828 - 1913), cardinale e arcivescovo. Collocazione: Sacello di Propaganda Fide
- Emilio Orlandini (1910 - 1964), aviatore, pluridecorato pilota della Regia Aeronautica. Collocazione: ?

## P

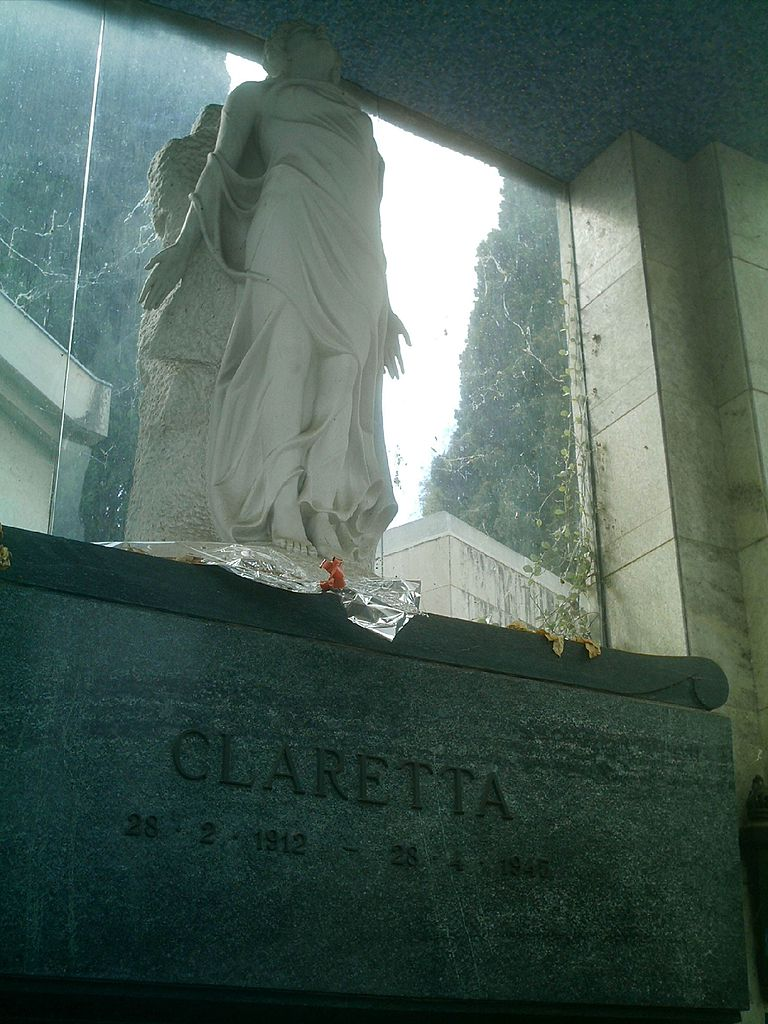
La tomba di Claretta Petacci

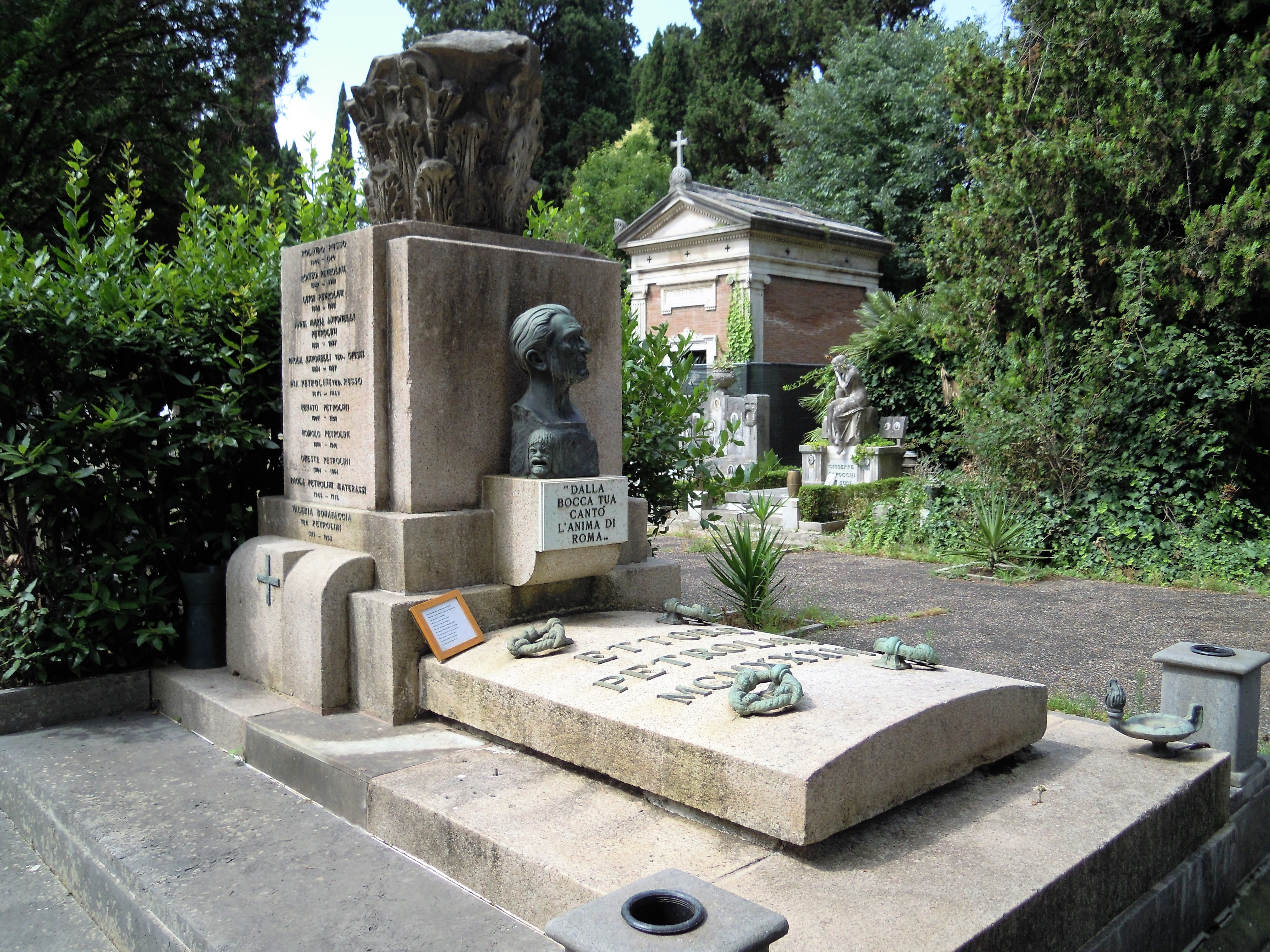
La tomba di Ettore Petrolini

- Vincentas Padolskis (1904 - 1960), vescovo e accademico. Collocazione: Area XIX (vecchio reparto), settore 38, sacello del Pontificio collegio lituano
- Lea Padovani (1923 - 1991), attrice. Collocazione: Bassopiano Pincetto, riquadro 146, tomba a terra n. 2
- Osvaldo Paladini (1866 - 1938), ammiraglio. Collocazione: ?
- Riccardo Paladini (1925 - 1996), annunciatore televisivo e giornalista. Collocazione: Vecchio reparto, riquadro 37, tomba n. 7
- Mimmo Palmara (1928 - 2016), attore, doppiatore e direttore del doppiaggio. Collocazione: Vecchio reparto, scogliera del Monte, rango 2, fronte al riquadro 15, fila 1, loculo n. 2A
- Kiki Palmer (1907 - 1949), attrice. Collocazione: Nuovo reparto, riquadro 52, tomba n. 112
- Francesca Palopoli (1927 - 2011), attrice e doppiatrice. Collocazione: Vecchio reparto, riquadro 22, tomba n. 89
- Alessandra Panaro (1939 - 2019), attrice. Collocazione: Pincetto nuovo, riquadro 46
- Corrado Pani (1936 - 2005), attore e doppiatore. Collocazione: Nuovo reparto, scaglione R, fila 3, loculo n. 114
- Nicoletta Panni (1933 - 2017), soprano. Collocazione: Area VI (Pincetto nuovo), sezione 4, cappella De Luca
- Edoardo Pantano (1842 - 1932), politico e scrittore. Collocazione: Vecchio reparto, fila 97, numero 144, riquadro 31
- Giuseppe Paratore (1876 - 1967), avvocato e politico. Collocazione: ?
- Novella Parigini (1921 - 1993), pittrice. Collocazione: Vecchio reparto, sottozona ex depositi, gruppo C, fila IV, posto 1, loculo n. 132
- Giulio Parise (1902 - 1969), pitagorico e massone. Collocazione: Vecchio reparto, sottozona scogliera del Monte
- Lucido Maria Parocchi (1833 - 1903), cardinale e arcivescovo. Collocazione: Sacello di Propaganda Fide
- Cesare Pascarella (1858 - 1940), poeta e pittore. Collocazione: Piazzale circolare, riquadro 85
- Gemma Pasquali (1884 - 1975), attrice radiofonica. Collocazione: Nuovo reparto, riquadro 88, piano superiore, fila 1, loculo n. 15
- Ottavio Pastore (1887 - 1965), giornalista e politico. Collocazione: ?
- Gaetano Paternò di Manchi di Bilici (1879 - 1949), nobile e diplomatico italiano. Collocazione: ?
- Pietro Pavan (1903 - 1994), cardinale. Collocazione: cappella delle Figlie della Chiesa
- Luigi Pavese (1897 - 1969), attore e doppiatore. Collocazione: Nuovo reparto, riquadro 47, piano secondo, cappella E, fila 3, loculo n. 15
- Nino Pavese (1904 - 1979), attore e doppiatore. Collocazione: Nuovo reparto, riquadro 65, piano superiore, gruppo 24, zona ossari e cinerari, fila 1, loculo cinerario esterno n. 18
- Paila Pavese (1942 - 2024), doppiatrice, direttrice del doppiaggio e attrice. Collocazione: Nuovo reparto, riquadro 65, piano superiore, gruppo 24, zona ossari e cinerari, fila 1, loculo cinerario esterno n. 18
- Gino Pavesi (1888 - 1960), ammiraglio della Regia Marina. Collocazione: Nuovo reparto, riquadro 69, loculo adulti interno, piano inferiore, cappella C, fila 2, n. 5
- Carlo Perosi (1868 - 1930), cardinale. Le spoglie furono traslate nel 1959 nel duomo di Tortona
- Ignazio Persico (1823 - 1895), cardinale e arcivescovo. Collocazione: Sacello di Propaganda Fide
- Gastone Pescucci (1926 - 1998), attore e doppiatore. Collocazione: Vecchio reparto, riquadro 30, tomba n. 36
- Claretta Petacci (1912 - 1945) Collocazione: Ex Evangelici, riquadro 89
- Maria Petacci (1923 - 1991), attrice. Collocazione: Ex Evangelici, riquadro 89
- Erik Peterson (1890 - 1960), scrittore e teologo. Collocazione: ?
- Ettore Petrolini (1884 - 1936), attore. Collocazione: Vecchio reparto, viale principale, riquadro 12, tomba n. 51
- Amilcare Pettinelli (1887 - 1963), attore e doppiatore. Collocazione: Nuovo reparto, riquadro 47, ultimo piano, corpo ossari e cinerari, galleria L, fila 3, loculo n. 3
- Marcello Piacentini (1881 - 1960), architetto e urbanista. Collocazione: Rampa Caracciolo, arcata 22, cappella della famiglia Piacentini
- Pio Piacentini (1846 - 1928), architetto. Collocazione: Rampa Caracciolo, arcata 22, cappella della famiglia Piacentini
- Luigi Pianciani (1810 - 1890), patriota e politico italiano. Collocazione: ?
- Lamberto Picasso (1880 - 1962), attore e regista. Collocazione: Zona ampliamento, gruppo I monumentale, fila 3, numero 4, piano primo, cappella n. 24
- Giorgio Piazza (1925 - 2010), attore e doppiatore. Collocazione: Vecchio reparto, riquadro 14, gruppo 4, sezione 1, piano superiore, fila 1, loculo n. 3
- Antonio Pietrangeli (1919 - 1968), regista, sceneggiatore e critico cinematografico. Collocazione: Nuovo reparto, riquadro 88, tomba a terra n. 29
- Paolo Pietrangeli (1945 - 2021), cantautore, regista, sceneggiatore e scrittore. Collocazione: Nuovo reparto, riquadro 88, tomba a terra n. 29
- Camillo Pilotto (1888 - 1963), attore. Collocazione: Zona ampliamento, riquadro 118, cappella n. 1, secondo piano, fila 4, loculo n. 23
- Amelia Pincherle (1870 - 1954), scrittrice. Collocazione: Reparto Israelitico, riquadro 23
- Linda Pini (1896 - 1971), attrice. Collocazione: Vecchio reparto, riquadro 14, muro esterno fila 6
- Giaime Pintor (1919 - 1943), giornalista, scrittore e antifascista. Collocazione: ?
- Luigi Pintor (1925 - 2003), giornalista, scrittore e politico. Collocazione: ?
- Pietro Pintor (1880 - 1940), generale. Collocazione: ?
- Pina Piovani (1897 - 1955), attrice. Collocazione: Monte Portonaccio, gruppo 14 bis, primo passo, fila 2, loculo n. 76
- Jean-Baptiste-François Pitra (1812 - 1889), cardinale. Collocazione: Cappella di Propaganda Fide
- Matteo Pizzigallo (1950 - 2018), storico, saggista e accademico. Collocazione: Zona ampliamento, gruppo 1º monumentale, tomba a terra n. 40
- Cesare Polacco (1900 - 1986), attore e doppiatore. Collocazione: Israelitico, riquadro 32, fila 9, tomba a terra n. 8
- Mimmo Poli (1920 - 1986), attore italiano. Collocazione: Vecchio reparto, riquadro 12, fila 97, cappella n. 23
- Basilio Pompilij (1858 - 1931), cardinale. Il 18 dicembre 1933 le spoglie sono trasferite nella cattedrale di Spoleto
- Gillo Pontecorvo (1919 - 2006), regista, sceneggiatore e attore. Collocazione: Zona ampliamento, riquadro 132, tomba n. 124
- Enrico Prampolini (1894 - 1956), pittore e scultore. Collocazione: Rampa Caracciolo, tra i riquadri 160 e 161, fila 4, loculo n. 22
- Marcello Prando (1931 - 2005), attore, doppiatore, direttore e assistente del doppiaggio. Collocazione: Nuovo reparto, riquadro 57, cappella n. 2, secondo piano, galleria destra, fila 5, loculo n. 5
- Thea Prandi (1925 - 1961), soubrette, cantante e attrice. Collocazione: Evangelici, riquadro 98, cappella n. 2
- Giuseppe Primoli (1851 - 1927), fotografo, intellettuale, memorialista e bibliofilo romano. Collocazione: Ingresso monumentale, lato sinistro, riquadro 3
- Zara Prima (1894 - 1966), cantante. Collocazione: Rampa Caracciolo, riquadro 112, tomba n. 18
- Gigi Proietti (1940 - 2020), attore, comico, doppiatore, cantante, direttore artistico, insegnante, regista e trasformista. Collocazione: Nuovo reparto, riquadro 110, cappella n. 22[8]
- Andrea Purgatori (1953 - 2023), giornalista, sceneggiatore, saggista e attore. Collocazione: Nuovo Reparto, riquadro 57, primo piano, gruppo sinistra, fila 1, loculo adulti esterno n. 21[9]

## Q
- Maurizio Quadrio (1800 - 1876), patriota. Collocazione: ?
- Isabella Quarantotti (1921 - 2005), scrittrice, drammaturga, traduttrice e critica letteraria. Collocazione: Evangelici, riquadro 98, cappella n. 24
- Oronzo Quarta (1840 - 1934), magistrato e politico italiano. Collocazione: Quadriportico, riquadro 4

## R

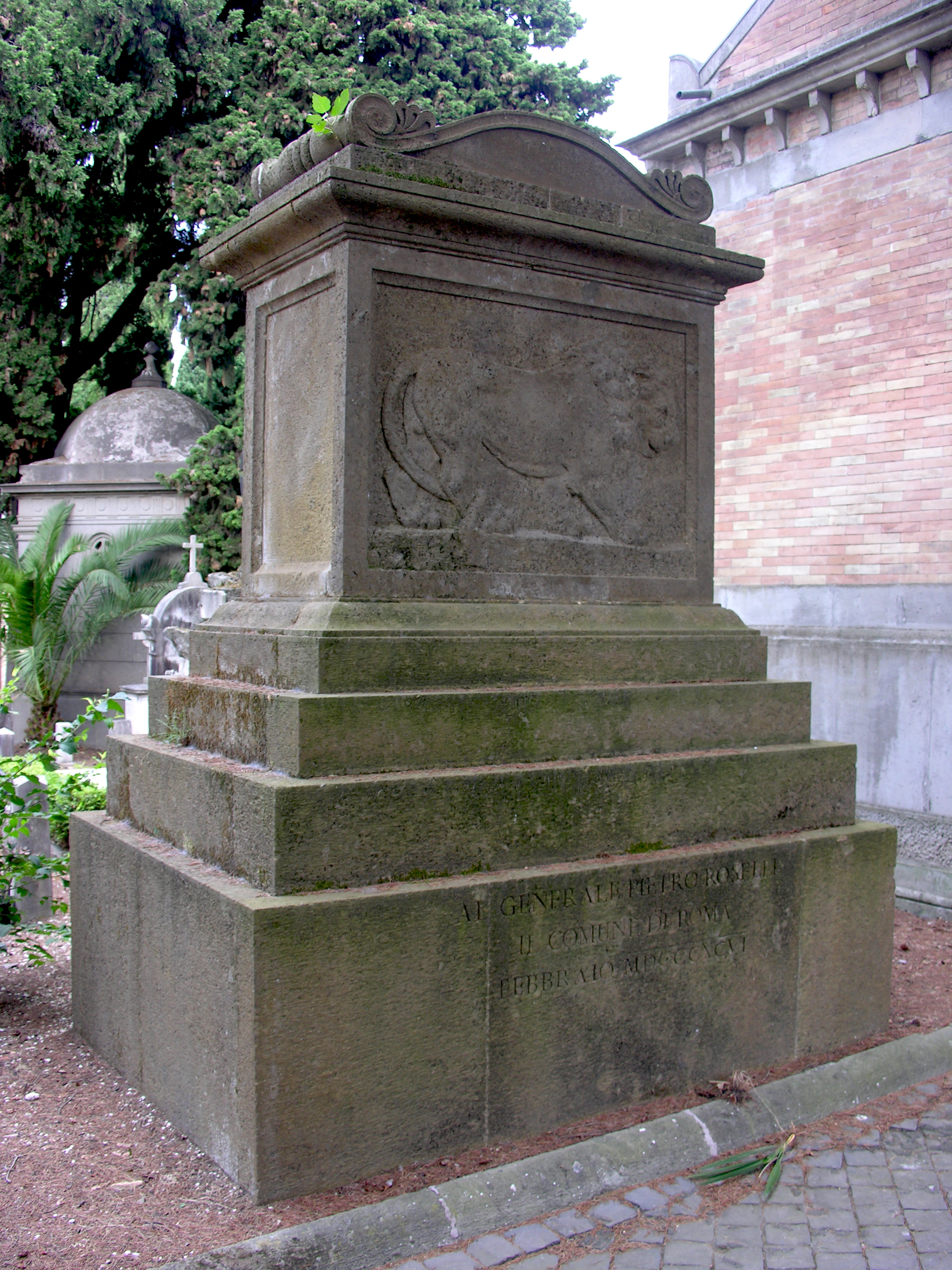
Il monumento funebre del Generale Roselli

- Corrado Racca (1889 - 1950), attore e doppiatore. Collocazione: Loculo adulti esterno, riquadro 20, gruppo 5 sottoterra, fila 1, numero 61
- Boris de Rachewiltz (1926 - 1997), egittologo. Collocazione: Pincetto nuovo, riquadro 76[10]
- Alfredino Rampi (1975 - 1981), vittima dell'incidente di Vermicino. Collocazione: Nuovo reparto, riquadro 85, primo piano, cappella I, fila 2, loculo n. 9
- Luigi Randanini (1802 - 1866), commediografo. Collocazione: ?
- Lorenzo Ilarione Randi (1818 - 1887), cardinale. Le spoglie sono state traslate a Traversara
- Camilla Ravera (1889 - 1988), politico. Collocazione: Famedio del PCI, nuovo reparto, riquadro 8 distinti
- Stefano Recchioni (1958 - 1978), strage di Acca Larenzia. Collocazione: Nuovo reparto, riquadro 85 sulla destra di Marta Russo
- Gino Redi (1908 - 1962), compositore. Collocazione: Zona ampliamento, riquadro 118, cappella n. 3, piano uno, fila 2, loculo n. 7
- Alfredo Reichlin (1925 - 2017), politico e partigiano. Collocazione: Famedio del PCI, nuovo reparto
- Remo Remotti (1924 - 2015), attore, pittore, poeta e scrittore. Collocazione: Evangelici, colombario vicino al gruppo 16, fila I, loculo n. 216
- Pier Carlo Restagno (1898 - 1966), banchiere, dirigente d'azienda e politico. Collocazione: Arciconfraternita dei Trapassati, arciconfraternita III, tomba n. 39
- Renato Ricci (1896 - 1956), politico. Collocazione: ?
- Giuditta Rissone (1895 - 1977), attrice. Collocazione: Zona ampliamento, riquadro 143, tomba a terra n. 61
- Adelaide Ristori (1822 - 1906), attrice. Collocazione: Vecchio reparto, riquadro 11
- Mario Riva (1913 - 1960), attore e conduttore televisivo. Collocazione: Vecchio reparto, riquadro 35, tomba n. 23
- Gianni Rodari (1920 - 1980), scrittore. Collocazione: Zona ampliamento, riquadro 131, tomba n. 60
- Ettore Roesler Franz (1845 - 1907), pittore. Collocazione: Rampa Caracciolo, cappella Alessandro Roesler Franz, arcata 21
- Randolph Rogers (1825 - 1892), scultore statunitense. Collocazione: ?
- Vera Rol (1920 - 1973), attrice. Collocazione: Nuovo reparto, riquadro 67, piano terra inferiore, balconata 2, fila 1, loculo n. 6
- Alessandro Romani (1976 - 2010), militare italiano. Collocazione: Zona militare, riquadro delle medaglie d'oro
- Carlo Romano (1908 - 1975), attore, doppiatore e sceneggiatore. Collocazione: Vecchio reparto, riquadro 92, n. 8, fila 97
- Dina Romano (1876 - 1957), attrice e doppiatrice. Collocazione: Vecchio reparto, riquadro 92, n. 8, fila 97
- Felice Romano (1900 - 1959), attore. Collocazione: Vecchio reparto, riquadro 92, n. 8, fila 97
- Guglielmina Ronconi (1864 - 1936), insegnante e attivista. Collocazione ?
- Pietro Rosa (1810 - 1891), politico e archeologo. Collocazione: Pincetto nuovo, riquadro 92, viale dei platani
- Pietro Roselli (1808 - 1885), militare. Collocazione: Pincetto nuovo, riquadro 84
- Roberto Rossellini (1906 - 1977), regista. Collocazione: Altopiano Pincetto, riquadro 45, cappella n. 7
- Nino Rota  (1911 - 1979), musicista. Collocazione: Nuovo reparto, monte Portonaccio, 1° gradone, tomba n. 8
- Luigi Rotelli (1833 - 1891), cardinale. Collocazione: Sacello di Propaganda Fide
- Antonio Starabba di Rudinì (1839 - 1908), politico. Collocazione: Altopiano Pincetto, v.le delle cappelle, riquadro 58
- Fulco Ruffo di Calabria (1884 - 1946), aviatore, politico, eroe e asso del Servizio Aeronautico del Regio Esercito e medaglia d’oro al valor militare. Collocazione: ?
- Marta Russo (1975 - 1997), studentessa vittima di un famoso caso giudiziario. Collocazione: Nuovo reparto, riquadro 85, cappella 1, 1º piano, loculo n. 41, recentemente translata in una tomba privata a forma di libro sita a lato dello stabile delle cappelle, sempre del riquadro 85

## S
- Roberto Sacchetti (1847 - 1881), scrittore. Collocazione: ?
- Giuseppe Sacconi (1854 - 1905), architetto. Collocazione: Pincetto nuovo, riquadro 68
- Renato Sacerdoti (1891 - 1971), dirigente sportivo. Collocazione: Evangelici, riquadro 98, cappella n. 8
- Paolo Salvati (1939 - 2014), pittore. Collocazione: Gruppo 1 monumentale, riquadro 40
- Francesco Saverio Salerno (1928 - 2017), arcivescovo. Collocazione: ?
- Vittorio Sanipoli (1915 - 1992), attore e doppiatore. Collocazione: Vecchio reparto, riquadro 33, tomba n. 130
- Luigi Renato Sansone (1903 - 1967), politico e avvocato. Collocazione: ?
- George Santayana (1863 - 1952), filosofo e scrittore. Collocazione: Pantheon de la Obra Pía espanola
- Giuseppe Saragat (1898 - 1988), politico, quinto Presidente della Repubblica italiana. Collocazione: Zona ampliamento, riquadro 147, cappella n. 8
- Antonio Sarti (1797 - 1880), architetto e incisore. Collocazione: Pincetto vecchio, riquadro 43
- Alberto Savinio (1891 - 1952), scrittore e pittore. Collocazione: Vecchio reparto, riquadro 26 al Monte, loculo n. 50
- Enea Sbarretti (1808 - 1884), cardinale. Collocazione: Sacello di Propaganda Fide
- Mario Scaccia (1919 - 2011), attore, regista teatrale, poeta e conduttore radiofonico. Collocazione: Vecchio reparto, riquadro 34, fila 1, loculo n. 75
- Giampiero Scalamogna “Gepy e Gepy” (1943 - 2010), cantante: Portico all'Arciconfraternita, reparto 18 superiore, cappella XVIII, fila I, loculo n. 14
- Raffaele Scapinelli di Leguigno (1858 - 1933), cardinale e arcivescovo. Collocazione: Sacello di Propaganda Fide
- Mario Schiano (1933 - 2008), sassofonista, contraltisa e attore. Collocazione: Zona ampliamento, riquadro 132
- Mauro Scoccimarro (1895 - 1972), politico e partigiano. Collocazione: Famedio del PCI, nuovo reparto
- Pietro Secchia (1903 - 1973), politico e storico. Collocazione: Famedio del PCI, nuovo reparto, riquadro 8 distinti
- Francesco Segna (1836 - 2011), cardinale. Collocazione: Sacello di Propaganda Fide
- Federico Seismit-Doda (1825 - 1893), patriota e politico. Collocazione: ?
- Franco Sensi (1926 - 2008), imprenditore e dirigente sportivo. Collocazione: Nuovo reparto, viale Monumento ai Caduti, riquadro 113
- Luigi Serafini (1808 - 1894), cardinale e vescovo. Collocazione: Sacello di Propaganda Fide
- Emilio Sereni (1907 - 1977), scrittore, partigiano e politico. Collocazione: Famedio del PCI, nuovo reparto, riquadro 8 distinti
- Adriana Fabbri Seroni (1922 - 1984), giornalista e femminista. Collocazione: Famedio del PCI, nuovo reparto
- Filippo Severati (1819 - 1892), pittore. Collocazione: Pincetto nuovo, riquadro 94
- Giovanni Sgambati (1841 - 1914), pianista e compositore italiano. Collocazione: bassopiano Pincetto, riquadro 140
- Aldo Silvani (1891 - 1964), attore e doppiatore. Collocazione: Vecchio reparto, riquadro 15, sezione 1, fila 1, loculo n. 9
- Giovanni Simeoni (1816 - 1892), cardinale e arcivescovo. Collocazione: Sacello di Propaganda Fide
- Giorgio Simonelli (1901 - 1966), regista. Collocazione: Zona ampliamento, riquadro 120, piano terra, cappella n. 4, fila 3, loculo n. 15
- Luigina Sinapi (1916 – 1978), mistica e veggente. Collocazione: Nuovo reparto, riquadro 50
- Gino Sinimberghi (1913 - 1996), tenore e attore italiano. Collocazione: Pincetto vecchio, archetti/piedritto ex Vigna Cappuccini, parte elevata, tomba n. 172
- Giuseppe Sinopoli (1946 - 2001), direttore d'orchestra. Collocazione: Vecchio reparto, Famedio, riquadro 5

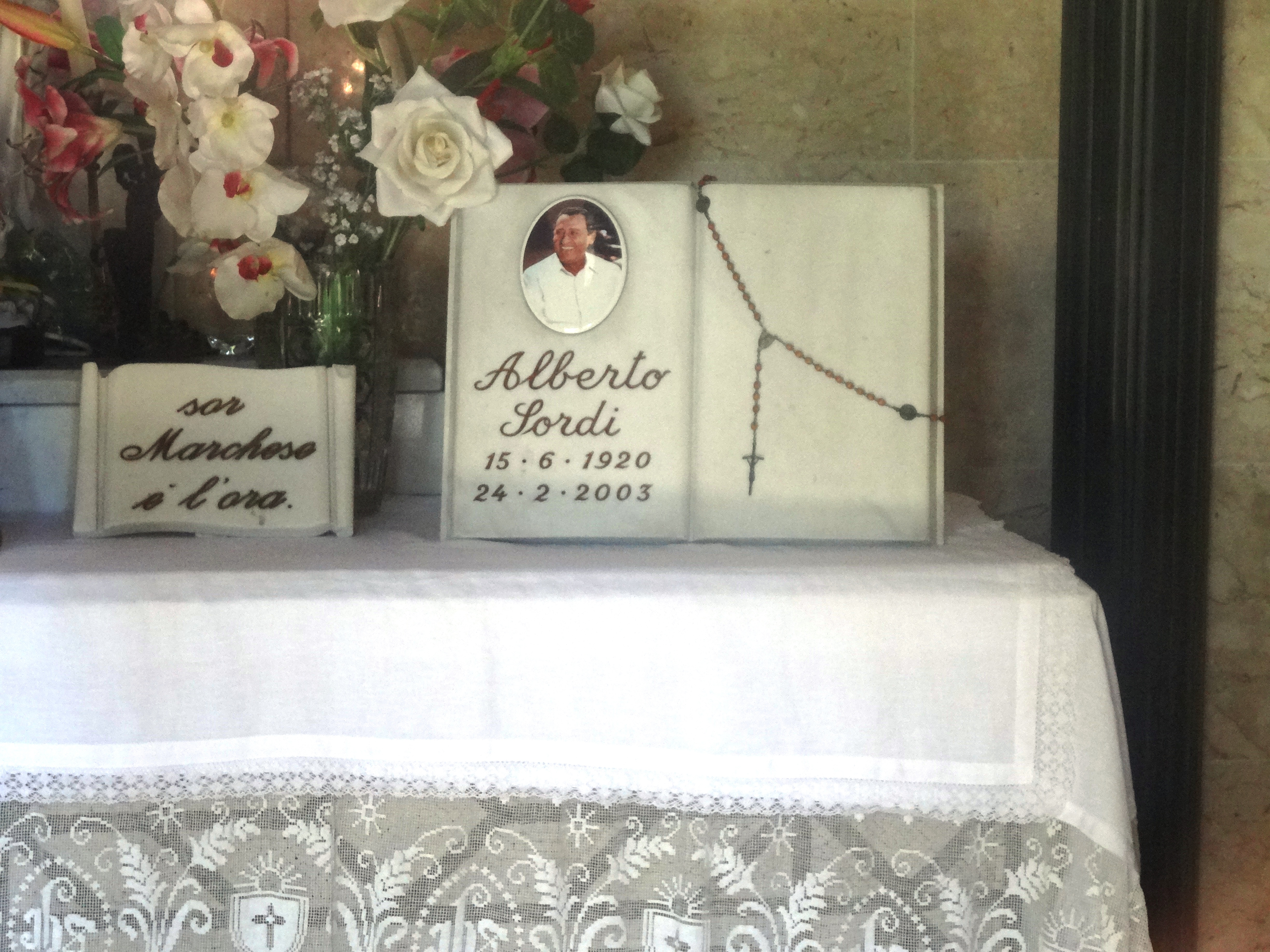
La tomba di Alberto Sordi

- Bernard Smith (1812 - 1892), abate titolare benedettino e docente di teologia. Collocazione ?
- Gisella Sofio (1931 - 2017), attrice. Collocazione: Nuovo reparto, riquadro 73, ultimo piano, zona ossari e cinerari, gruppo 1, fila 2, loculo cinerario n. 39
- Sergio Sollima (1921 - 2015), regista, sceneggiatore, critico cinematografico e drammaturgo. Collocazione: Altoripiano vecchio reparto, scaglione fronte riquadro 24, piano superiore, fila 1, colonna 25
- Bonaventura Somma (1893 - 1960), compositore. Collocazione: Vecchio reparto, riquadro 43
- Alberto Sordi (1920 - 2003), attore, regista, comico, sceneggiatore, compositore, cantante e doppiatore. Collocazione: Zona ampliamento, riquadro 145, cappella n. 2
- Gianfranco Spadaccia (1935 - 2022), politico e giornalista. Collocazione: Zona ampliamento, riquadro 132, tomba a terra n. 117
- Erminio Spalla (1897 - 1971), pugile, attore, scultore e cantante lirico italiano. Collocazione: ?
- Velio Spano (1905 - 1964), politico. Collocazione: Famedio del PCI, nuovo reparto
- Silvio Spaventa (1822 - 1893), politico e patriota. Collocazione: Quadriportico lato destro, arcata XXIII
- Maria Luisa Spaziani (1922 - 2014), poetessa, traduttrice e aforista. Collocazione: Nuovo reparto, riquadro 115, cappella 3, fila 2, loculo n. 130
- Bud Spencer (1929 - 2016), attore e nuotatore. Collocazione: Monte Portonaccio, dall'ingresso Portonaccio subito a destra cappella V
- Ugo Spirito (1896 - 1979), filosofo. Collocazione: Nuovo reparto, riquadro 74, rotonda del crocione, cippo cinerario
- Luigi Squarzina (1922 - 2010), regista, drammaturgo, direttore artistico, direttore teatrale, accademico e attore. Collocazione: Nuovo reparto, riquadro 88, tomba a terra n. 43
- Paolo Stoppa (1906 - 1988), attore. Collocazione: Pincetto nuovo, riquadro 11, cappella n. 17 (tomba della famiglia Stoppa)
- Maria Storni Trevisan (1865 - 1919), scrittrice e giornalista. Collocazione: Reparto rampa Caracciolo, prima scala a sinistra, gruppo C, fila 2, loculo n. 65

## T

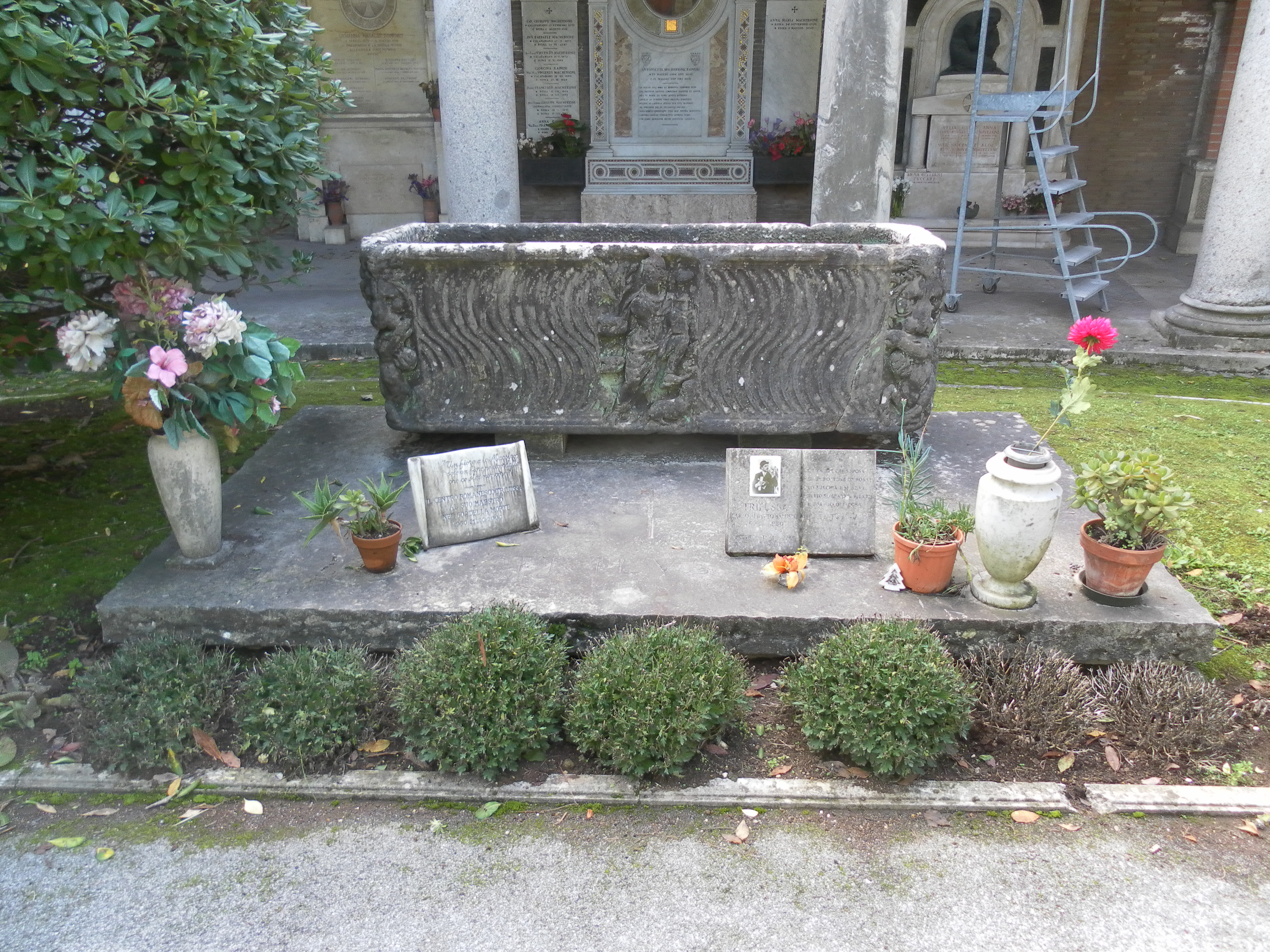
Il monumento funebre di Trilussa

- Giovanni Tacci Porcelli (1863 - 1928), cardinale e arcivescovo. Collocazione: Sacello di Propaganda Fide
- Mario Tanassi (1916 - 2007), politico. Collocazione: Riquadro 149, cappella n. 16
- Piero Taruffi (1906 - 1988), pilota automobilistico, pilota motociclistico e progettista. Collocazione: Pincetto nuovo, riquadro 6
- Silvio Tavolaro (1900 - 1971), primo presidente della Corte di Cassazione. Collocazione: Zona ampliamento, riquadro 145, tomba a terra n. 56[11]
- Giuditta Tavani Arquati (1830 - 1867), patriota. Collocazione: Al Monte, riquadro 42, cappella Arciconfraternita
- Piero Terracina (1928 - 2019), superstite dell'Olocausto. Collocazione: Reparto israelitico, riquadro 1 bis
- Piero Tiberi (1947 - 2013), attore, doppiatore, dialoghista e direttore del doppiaggio. Collocazione: Zona ampliamento, riquadro 136, tomba a terra n. 1253
- Palmiro Togliatti (1893 - 1964), politico. Collocazione: Nuovo reparto, famedio del PCI, riquadro 8 distinti
- Achille Togliani (1924 - 1995), cantante. Collocazione: Nuovo reparto, riquadro 85, piano terra inferiore, cappella A, fila 2, loculo n. 73
- Gaetano Tognetti (1844 - 1868), patriota. Collocazione: Pincetto vecchio, angolo riquadro 22
- Alfonso Tomas (1928 - 2005), attore. Collocazione: Ex Evangelici, fila 1, loculo ossario esterno n. 180
- Goffredo Tonini (1898 - 1970), militare. Collocazione: Famedio militare
- Aldo Tortorella (1926 - 2025), partigiano e politico. Collocazione: Famedio del PCI, nuovo reparto, riquadro 8 distinti
- Enrico Toti (1882 - 1916), ciclista ed eroe militare. Collocazione: Vecchio reparto, Famedio, riquadro 5
- Cyril Leo Toumanoff (1913 - 1997), storico e genealogista. Collocazione: Cappella dei Cavalieri di Malta
- Antonio Maria Travia (1913 - 2006), arcivescovo. Collocazione: Sacello della Venerabile Arciconfraternita di Sant'Anna de' Parafrenieri
- Bruno Trentin (1926 - 2007), politico. Collocazione: Famedio del PCI, nuovo reparto
- Trilussa (1871 - 1950), poeta. Collocazione: Rampa Caracciolo, primo tornante
- Francesco Trombadori (1886 - 1961), pittore. Collocazione: Vecchio reparto, riquadro 19
- Laura Troschel (1944 - 2016), attrice e cantante. Collocazione: Nuovo reparto, riquadro 86, viale Monumento ai Caduti
- Roberto Tucci (1921 - 2015), cardinale. Collocazione: Sacello dei gesuiti
- Umberto Tupini (1889 - 1973), avvocato e politico. Collocazione: Quadriportico, lato destro esterno, viale Carri, tomba a terra n. 21
- Renato Turi (1920 - 1991), attore e doppiatore. Collocazione: Zona ampliamento, scaglione Q lungamanica, fila 3, loculo n. 15
- Max Turilli (1928 - 2006), attore e doppiatore. Collocazione: Nuovo reparto, riquadro 166, tomba n. 2

## U
- Giuseppe Ungaretti (1888 - 1970), poeta e scrittore. Collocazione: Arciconfraternita, scalinata fronte riquadro 145, lotto 3, gradone 3, loculo n. 59

## V

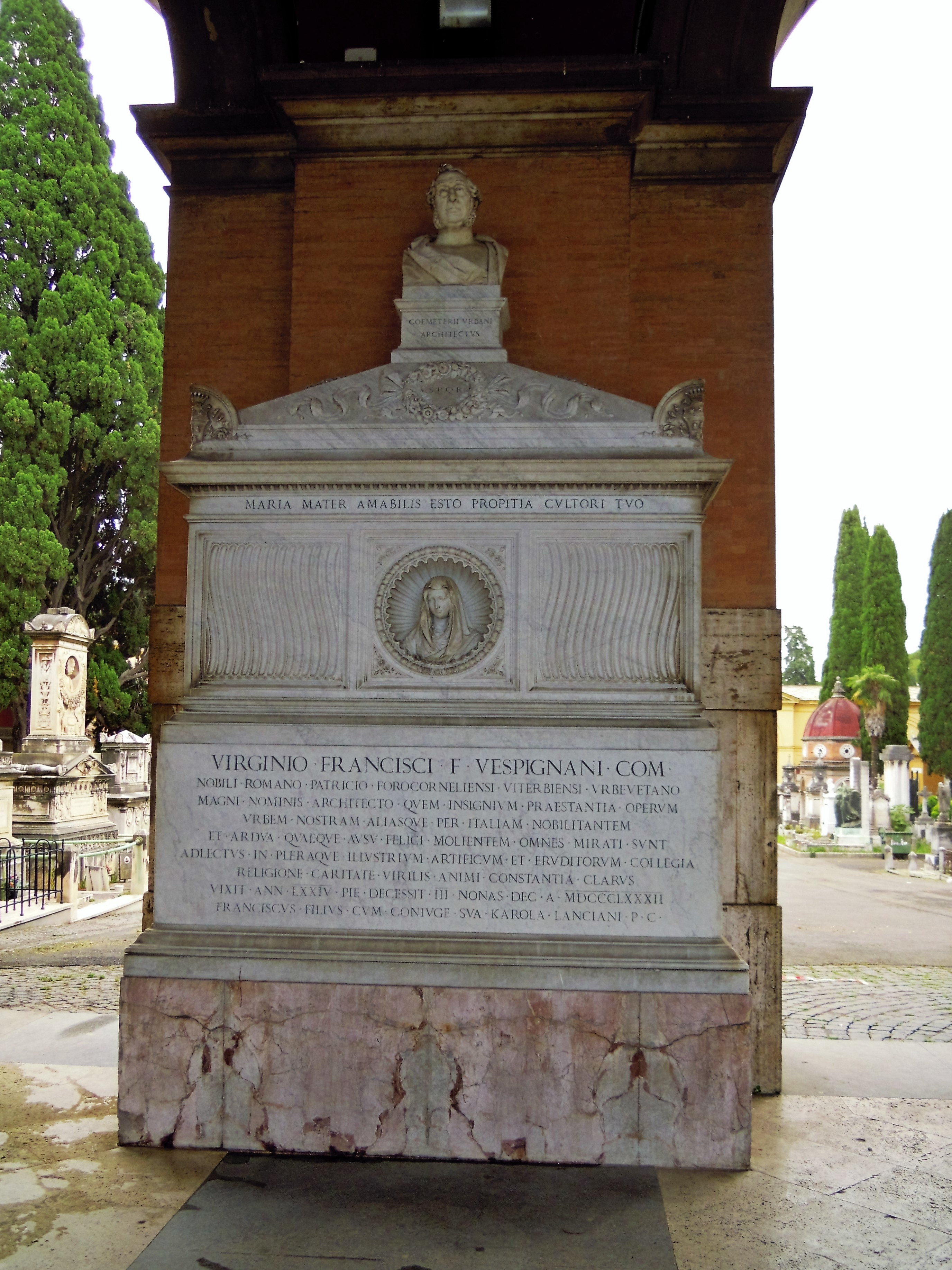
Il monumento sepolcrale di Virginio Vespignani

- Gianni Vagliani (1926 - 2000), attore e doppiatore. Collocazione: Arciconfraternita dei Trapassati, lotto 1, fila 97, tomba n. 178
- Pietro Valdoni (1900 - 1976), medico chirurgo. Collocazione: Quadriportico, lato destro esterno, viale Carri, tomba n. 14
- Alida Valli (1921 - 2006), attrice. Collocazione: Nuovo reparto, riquadro 85, cappella n. 3, piano terra, fila 1, loculo n. 20
- Serafino Vannutelli (1834 - 1915), cardinale e arcivescovo. Collocazione: Sacello di Propaganda Fide
- Vincenzo Vannutelli (1836 - 1930), cardinale e arcivescovo. Collocazione: Sacello di Propaganda Fide
- Antonio Varisco (1927 - 1979), carabiniere assassinato dalle Brigate Rosse. Collocazione: Zona ampliamento, riquadro 130
- Daniele Varè (1880 - 1956), diplomatico e scrittore. Collocazione: Evangelici, riquadro 103, cappella n. 20
- Jolanda Verdirosi (1912 - 1997), attrice e doppiatrice. Collocazione: Nuovo reparto, gruppo 4, colombari, fila 3, loculo esterno n. 6 fronte riquadro 73
- Vittorio Veltroni (1918 - 1956), giornalista, conduttore radiofonico e sceneggiatore. Collocazione: Nuovo reparto, scaglione monte Portonaccio, rango 2, tomba n. 57
- Shlomo Venezia (1923 - 2012), superstite dell'Olocausto. Collocazione: Reparto israelitico, riquadro 1 bis
- Valerio Verbano (1961 - 1980), vittima degli anni di piombo. Collocazione: Zona ampliamento, scaglione Q, fila 2, loculo esterno n. 6
- Mario Verdone (1917 - 2009), critico cinematografico, saggista e accademico. Collocazione: Vecchio reparto, riquadro 14, gruppo II, sezione II, fila A, tomba a terra n. 11
- Isidoro Verga (1832 - 1899), cardinale e vescovo. Collocazione: Sacello di Propaganda Fide
- Vincenzo Verginelli (1903 - 1987), scrittore ed esoterista. Collocazione: ?
- Marcello Verziera (1935 - 2018), attore, pugile e stuntman italiano. Collocazione: Nuovo reparto, scaglione R, riquadro 116, tomba a terra n. 45
- Virginio Vespignani (1808 - 1882), architetto. Collocazione: Ingresso monumentale, interno dei Propilei lato sinistro
- Benedetto Viale Prelà (1796 -1874), archiatra pontificio e presidente dei Nuovi Lincei. Collocazione: Quadriportico lato nord
- Raimondo Vianello (1922 - 2010), attore, conduttore televisivo e sceneggiatore. Collocazione: Pincetto nuovo, riquadro 30, tomba n. 4
- Luciano Vieri (1945 - 1964), cantante. Collocazione: ?
- Dino Viola (1915 - 1991), imprenditore, dirigente sportivo e politico. Collocazione: Zona ampliamento, riquadro 132, cappella T
- Flora Viola (1923 - 2009), dirigente sportiva. Collocazione: Zona ampliamento, riquadro 132, cappella T
- Milly Vitale (1932 - 2006), attrice. Collocazione: Bassopiano Pincetto, riquadro 133, tomba n. 22
- Monica Vitti (1931 - 2022), attrice. Collocazione: Zona Ampliamento, riquadro 132, tomba a terra n. 139[12][13]

## X
- Ettore Ximenes (1855 - 1926), scultore e illustratore. Collocazione: ?

## Z
- Luigi Zampa (1905 - 1991), regista e sceneggiatore. Collocazione: Rampa Caracciolo, fila IV, n. 50
- Giggi Zanazzo (1860 - 1911), poeta. Collocazione: Rampa Caracciolo, loculo n. 78
- Riccardo Zanella (1875 - 1959), prof. e politico italiano. Collocazione: Gruppo I monumentale, cappella R, fila 5, loculo n. 4
- Guido Zanobini (1890 - 1964), giurista. Collocazione: Evangelici, riquadro 184
- Bernardino Zapponi (1927 - 2000), sceneggiatore. Collocazione: Riquadro 1, n. 10, fila 97
- Franco Zauli (1923 - 2006), compositore, paroliere, pianista e direttore d'orchestra. Collocazione: Altopiano Pincetto, riquadro 53, tomba n. 8
- Valentino Zeichen (1938 - 2016), poeta. Collocazione: Nuovo reparto, riquadro 67, gruppo 2, fila III, n. 7
- Federico Zeri (1921 - 1998), critico d’arte. Collocazione: Pincetto nuovo, riquadro 97, tomba n. 67
- Bruno Zevi (1918 - 2000), architetto, urbanista, politico e accademico, storico e critico d'architettura. Collocazione: Israelitico, riquadro 29, tomba n. 7
- Tullia Calabi Zevi (1919 - 2011), giornalista e scrittrice. Collocazione: Israelitico, riquadro 29, tomba n. 7
- Luigi Ziroli (1903 - 1968), calciatore. Collocazione: Nuovo reparto, riquadro 66, primo piano, passaggio 4, fila 5, loculo n. 7
- Eugenio Zolli (1881 - 1956), rabbino. Collocazione: Nuovo reparto, riquadro 45, primo piano, galleria XIII
- Valerio Zurlini (1926 - 1982), regista e sceneggiatore. Collocazione: Monte Portonaccio, rango 2, tomba a terra n. 34